# Guerra de Crimea
La guerra de Crimea fue un conflicto militar que se libró desde octubre de 1853 hasta febrero de 1856 entre el Imperio ruso contra una alianza formada por el Imperio otomano, Francia, el Reino Unido y el Reino de Cerdeña. Las causas geopolíticas de la guerra incluyeron la decadencia del Imperio otomano (la "Cuestión Oriental"), la expansión de Rusia en las anteriores guerras ruso-turcas y la preferencia británica y francesa de tratar de preservar el Imperio otomano para mantener el equilibrio de poder en el Concierto europeo. El punto de conflicto fue un desacuerdo sobre los derechos de las minorías cristianas en Palestina, entonces parte del Imperio otomano, con los franceses promoviendo los derechos de los católicos romanos y Rusia promoviendo los de la Iglesia ortodoxa. Sin embargo, esto sirvió solo como pretexto para la guerra; de hecho, los países estaban luchando por quién dirigiría el Imperio otomano.
Las iglesias resolvieron sus diferencias con los otomanos y llegaron a un acuerdo, pero tanto el emperador francés Napoleón III como el zar ruso Nicolás I se negaron a dar marcha atrás. Nicolás lanzó un ultimátum en el que exigía que los súbditos ortodoxos del Imperio otomano se pusieran bajo su protección. El Imperio británico intentó mediar y llegó a un compromiso al que Nicolás accedió. Cuando los otomanos exigieron cambios en el acuerdo, Nicolás se retractó y se preparó para la guerra.
En julio de 1853, las tropas rusas ocuparon los principados del Danubio (ahora parte de Rumania, pero entonces bajo soberanía otomana). El 16 de octubre [4 de octubre] de 1853, habiendo obtenido promesas de apoyo de Francia y Gran Bretaña, los otomanos declararon la guerra a Rusia. Liderados por Omar Pasha, los otomanos libraron una fuerte campaña defensiva y detuvieron el avance ruso en Silistra (ahora en Bulgaria). Un ataque separado contra la ciudad fortaleza de Kars, en el Imperio otomano, condujo a un asedio, y un intento otomano de reforzar la guarnición, fue destruido por una flota rusa en la batalla de Sinope en noviembre de 1853.
Temiendo el crecimiento de la influencia del Imperio ruso, las flotas británica y francesa entraron en el mar Negro en enero de 1854. Se trasladaron al norte a Varna en junio de 1854 y llegaron justo a tiempo para que los rusos abandonaran Silistra. En el mar Báltico, cerca de la capital rusa de San Petersburgo, una flota anglo-francesa estableció un bloqueo naval y embotelló a la Flota rusa del Báltico, causando daño económico a Rusia al bloquear el comercio al tiempo que obligaba a los rusos a mantener un gran ejército protegiendo San Petersburgo de un posible ataque aliado.
Después de una pequeña escaramuza en Köstence (hoy Constanza), los comandantes aliados decidieron atacar la principal base naval rusa en el mar Negro, Sebastopol, en Crimea. Después de largos preparativos, las fuerzas aliadas desembarcaron en la península en septiembre de 1854 y marcharon hacia un punto al sur de Sebastopol después de haber ganado la batalla de Alma el 20 de septiembre de 1854. Los rusos contraatacaron el 25 de octubre en lo que se convirtió en la batalla de Balaclava y fueron rechazados, pero las fuerzas del ejército británico quedaron seriamente mermadas como resultado. Un segundo contraataque ruso en Inkerman terminó en un punto muerto.
En 1855, el reino italiano de Cerdeña envió una fuerza expedicionaria a Crimea, del lado de Francia, Gran Bretaña y el Imperio otomano. El frente se desencadenó en el Sitio de Sebastopol, que implicó condiciones brutales para las tropas de ambos bandos. Se produjeron acciones militares menores en el Cáucaso (1853-1855), el Mar Blanco (julio-agosto de 1854) y el Pacífico Norte (1854-1855).
Sebastopol finalmente cayó después de once meses, después de que los franceses asaltaran Fort Malakoff. Aislada y ante la sombría perspectiva de una invasión por parte de Occidente si la guerra continuaba, Rusia pidió la paz en marzo de 1856. Francia y Gran Bretaña acogieron con agrado la petición, debido a la impopularidad interna del conflicto. El Tratado de París, firmado el 30 de marzo de 1856, puso fin a la guerra. Prohibía a Rusia estacionar buques de guerra en el Mar Negro. Este tratado puso fin al concierto europeo surgido del Congreso de Viena de 1815 y marcó el resurgimiento de Francia como potencia, pero no resolvió la "Cuestión Oriental" que había desatado la contienda de Crimea. Los estados vasallos otomanos de Valaquia y Moldavia se volvieron en gran medida independientes. Los cristianos en el Imperio Otomano obtuvieron un grado de igualdad oficial y la Iglesia Ortodoxa recuperó el control de las iglesias cristianas en disputa.
La Guerra de Crimea fue uno de los primeros conflictos en los que las fuerzas militares utilizaron tecnologías modernas como proyectiles navales explosivos, el barco de vapor, el ferrocarril, el fusil de ánima rayada y el telégrafo. La guerra también fue una de las primeras en ser documentada extensamente en informes escritos y en fotografías. La guerra se convirtió rápidamente en un símbolo de fallos logísticos, médicos y tácticos y de mala administración. La reacción en Gran Bretaña condujo a una demanda de profesionalización de la medicina, lograda más famosamente por Florence Nightingale, quien ganó atención mundial por ser pionera en la enfermería moderna mientras trataba a los heridos.
La guerra de Crimea marcó un punto de inflexión para el Imperio ruso. La guerra debilitó al Ejército Imperial Ruso, agotó el tesoro y socavó la influencia de Rusia en Europa. El imperio tardaría décadas en recuperarse. La humillación de Rusia obligó a sus élites educadas a identificar sus problemas y reconocer la necesidad de reformas fundamentales. Consideraron que la rápida modernización era la única manera de recuperar el estatus del imperio como potencia europea. La guerra se convirtió así en un catalizador de las reformas de las instituciones sociales de Rusia, incluida la abolición de la servidumbre y reformas en el sistema de justicia, el autogobierno local, la educación y el servicio militar.

## Antecedentes

### Decadencia del Imperio otomano

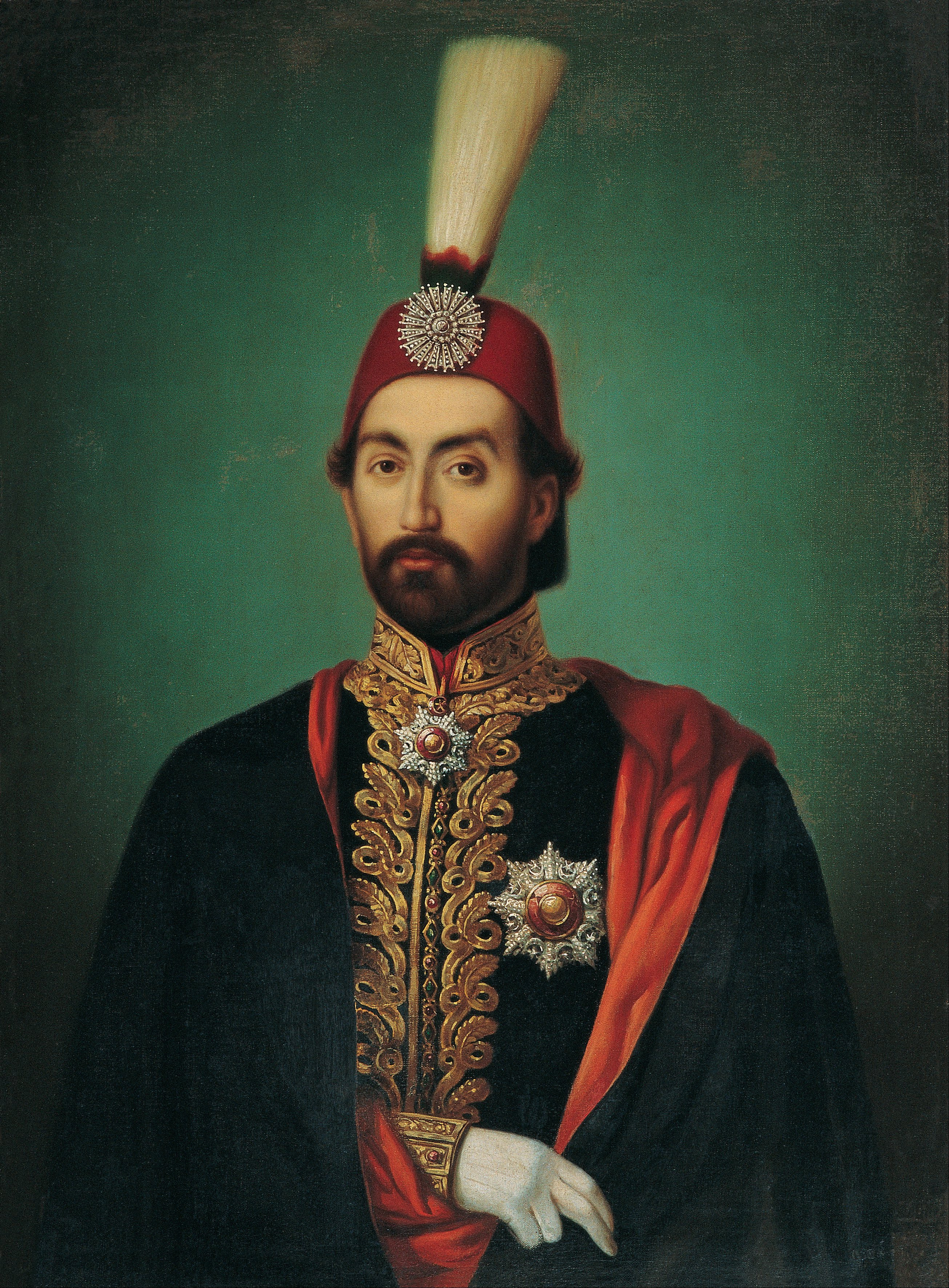
Durante su reinado, el sultán Abdülmecid I aplicó la reforma denominada Tanzimat, para remozar el imperio.

Tras alcanzar el apogeo a finales del siglo XVII, el Imperio otomano entró en una fase de decadencia por la que se le apodó el «enfermo de Europa». Por su conservadurismo religioso y rechazo a las influencias extranjeras, no había podido asimilar las ideas y la tecnología surgidas en Europa Occidental; su comercio, además, estaba controlado por no musulmanes. La corrupción era endémica y las autoridades locales gozaban de amplia autonomía, que aprovechaban para enriquecerse a costa del Gobierno central del sultán. Para remate, el ejército otomano carecía de instrucción y tanto sus tácticas como su armamento habían quedado vetustos respecto a los de los ejércitos de las potencias europeas occidentales.
Tras su entronización en 1789, Selim III puso en marcha una política reformista para asimilar las ideas occidentales de manera similar a como lo había hecho Pedro el Grande en Rusia a principios de siglo. Esto irritó a las autoridades religiosas, que condenaban los cambios, y al cuerpo de jenízaros, que temía perder su independencia. En 1807, los jenízaros destronaron a Selim, que fue asesinado al año siguiente; su sucesor en el trono otomano fue Mahmut II, quien continuó, sin embargo, el programa de reformas. Primero se apoyó en el Ejército para vencer la resistencia de las autoridades locales, reforzar la centralización administrativa imperial y crear escuelas militares. Cuando los jenízaros se rebelaron en contra de la modernización de las Fuerzas Armadas en 1826, fueron aplastados y su organización fue abolida.
Estas reformas, tardías e incompletas, no bastaron para detener la decadencia del imperio. La debilidad otomana permitió a las potencias europeas intervenir cada vez más en los asuntos internos del imperio, con el pretexto de proteger a las minorías cristianas. Especialmente activa en este aspecto era Rusia, que se arrogó la protección de la población cristiana ortodoxa, que suponía en torno al 30 % de la población del imperio —unos diez millones de personas a principios del siglo XIX—, concentrada fundamentalmente en las provincias europeas. Rusia era, sin embargo, una de las fundadoras de la Santa Alianza, junto con el Reino Unido, Austria y Prusia, establecida en 1815 tras las guerras napoleónicas para aplastar los movimientos nacionalistas y liberales que pudiesen poner en peligro a las potencias. En consecuencia y a pesar de su simpatía por los rebeldes griegos en Moldavia y Grecia de 1821, no intervino en estos conflictos y permitió que el Imperio otomano sofocase las revueltas. 
La brutalidad de la represión otomana hizo, no obstante, que el emperador Nicolás decidiese que la defensa de los cristianos frente a las agresiones musulmanas era más importante que el respeto a la soberanía otomana. Las demás potencias europeas, también horripiladas por las acciones otomanas, instaron al sultán Mahmut II a firmar en 1826 la convención de Akkerman, favorable a los intereses rusos; el sultán se avino a ello, pero al año siguiente se negó a rubricar el Tratado de Londres, que concedía una amplia autonomía a las provincias griegas. Esto desencadenó una nueva guerra ruso-turca en la que el ejército otomano fue debelado en la ofensiva de 1829. Con el avance ruso hacia Constantinopla, el hundimiento del imperio pareció seguro. Nicolás I detuvo el avance de sus tropas por temor a que el vacío que hubiese creado la desaparición de la autoridad otomana lo ocupasen las potencias europeas rivales, que podrían además coligarse contra Rusia si la consideraban excesivamente poderosa. 
En consecuencia, el Tratado de Adrianópolis que puso fin a la contienda fue relativamente suave con los otomanos: los rusos habían decidido que un imperio debilitado era preferible al caos que podría originarse con su desaparición. Las demás potencias, y en especial el Reino Unido, opinaron que el tratado sometía a los otomanos al protectorado ruso; esta situación les convenía menos que el desmembramiento del imperio, que al menos tendría que negociarse.

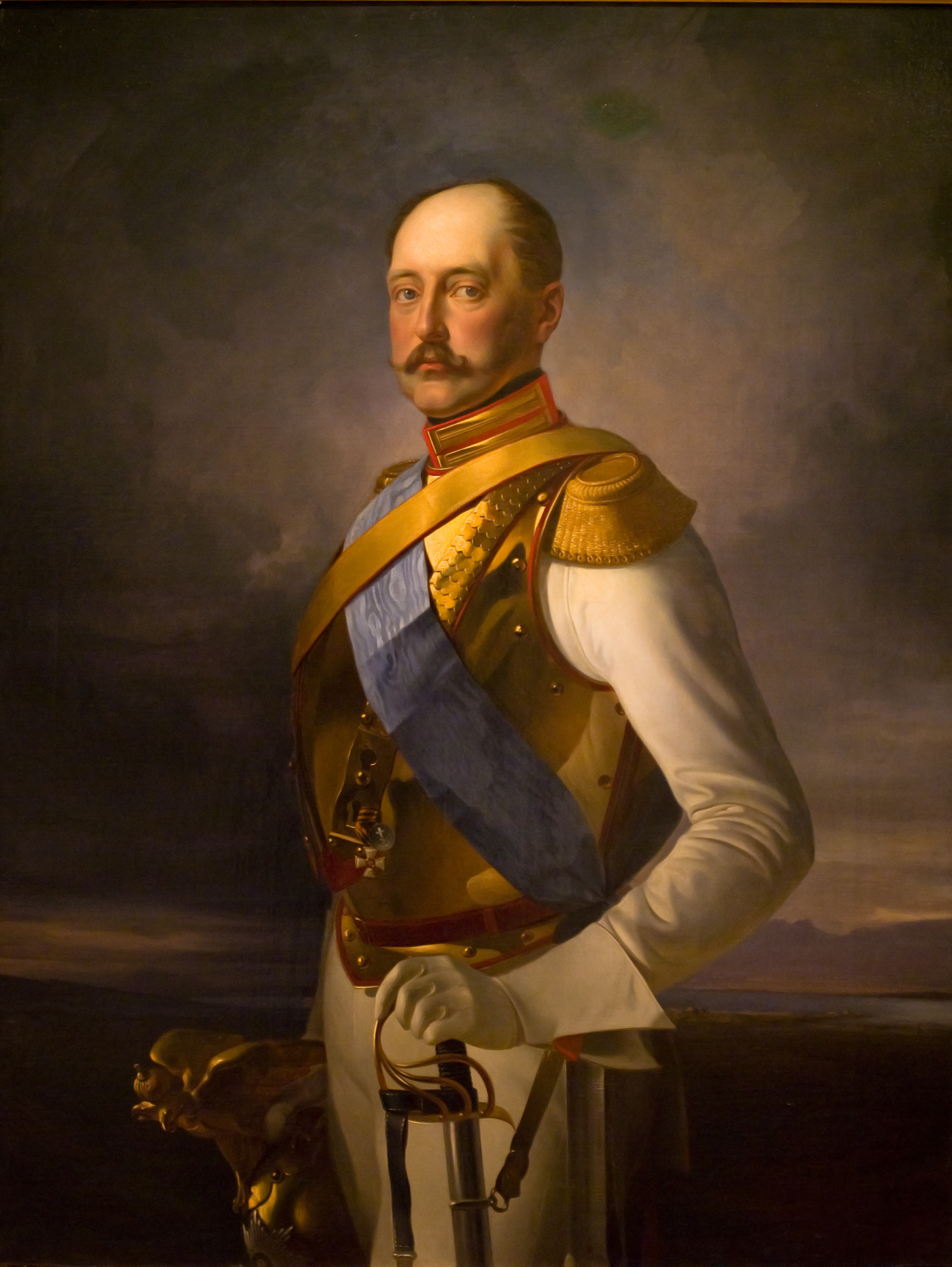
La política expansionista del emperador Nicolás I de Rusia inquietó al resto de potencias europeas, que temían que esta se volviese demasiado poderosa.

Esta voluntad de mantener al Imperio otomano debilitado y dependiente caracterizó la política exterior rusa desde 1829 hasta la guerra de Crimea. Un ejemplo de ella se produjo en 1833, cuando el virrey de Egipto, Mehmet Ali, se alzó contra el sultán. Su ejército, organizado al estilo occidental europeo, conquistó el Levante sin que las fuerzas del sultán pudiesen impedirlo y con la aquiescencia tácita del Reino Unido y Francia. Por su parte, los rusos temían que Mehmet Ali constituyese un imperio propio más poderoso y hostil que el otomano; por ello Nicolás I envió cuarenta mil soldados a proteger Constantinopla. Alarmados por los acontecimientos, el Reino Unido y Francia mediaron y lograron que los dos bandos enfrentados firmasen la convención de Kütahya en mayo de 1833. Poco después, el zar y el sultán rubricaron el Tratado de Unkiar Skelessi por el que Rusia garantizaba la independencia otomana a cambio de que el sultán prometiese cerrar los estrechos del mar Negro a los barcos de guerra de otras potencias cuando se lo solicitase el Gobierno ruso. 
Estas cláusulas secretas, que se conocieron pronto, fueron mal vistas por las potencias occidentales europeas; el ministro francés François Guizot declaró que el mar Negro se había transformado en un «lago ruso» vigilado por un Estado vasallo de Rusia. El dominio que Mehmet Ali ejercía sobre Palestina disgustaba a las potencias, puesto que aquel abogaba por una resurgimiento religioso y seguía amenazando a los otomanos. Tras una segunda guerra egipcio-otomana que se disputó en 1840, el Tratado de Londres otorgó amplia autonomía a Mehmet Ali en Egipto a cambio de que reconociese la soberanía del sultán sobre el resto de su territorio. 
Adjunta al tratado se colocó una convención que se firmó al año siguiente y que prohibía el paso por los estrechos del mar Negro de buques de guerra de países que no estuviesen coligados con el Imperio otomano. Esto suponía una importante concesión rusa, ya que volvía vulnerables a un ataque naval sus territorios a orillas del mar Negro; Rusia aceptó la cláusula para mejorar sus relaciones con el Reino Unido. El zar Nicolás además viajó a Londres en 1844 con el objetivo de negociar una posible alianza con los británicos y el trazado de zonas de influencia de cada una de las dos naciones en caso de que se desmembrase el Imperio otomano; los británicos, sin embargo, soslayaron las propuestas del zar.
El Reino Unido, que había defendido durante largo tiempo el equilibrio existente en la región, acrecentó su intervención en los asuntos imperiales al considerar que únicamente la aplicación de reformas podría resolver la «Cuestión Oriental». Por tanto, los británicos animaron al nuevo sultán Abdülmecid I a poner en práctica medidas modernizadoras, como el Edicto de Gülhane, que garantizaba a todos los súbditos otomanos sus derechos y propiedades, sin distinción de religión; el edicto marcó el comienzo de la época de reformas conocida como Tanzimat, que debía crear un Estado más centralizado y tolerante mediante la racionalización de la Administración estatal, la economía y la educación.
La consecución de este objetivo se vio complicada por la oposición de los grupos privilegiados locales y de los clérigos, resistencia facilitada por la falta de buenas comunicaciones, que complicaba la imposición de la autoridad de la capital en las provincias; en la práctica, los cristianos siguieron siendo tratados como ciudadanos de segunda en el imperio. De igual forma, las reformas militares solo se pudieron aplicar a medias por la falta de fondos para sufragarlas y la renuencia de los funcionarios. Según el historiador M. Şükrü Hanioğlu, estos intentos de centralización solo sirvieron para evidenciar y agudizar las divisiones internas en el imperio; los movimientos nacionalistas crecieron por oposición al poder central, al que culpaban de querer acabar con las tradiciones de cada región y de imponer la «turquización».

### Expansionismo ruso

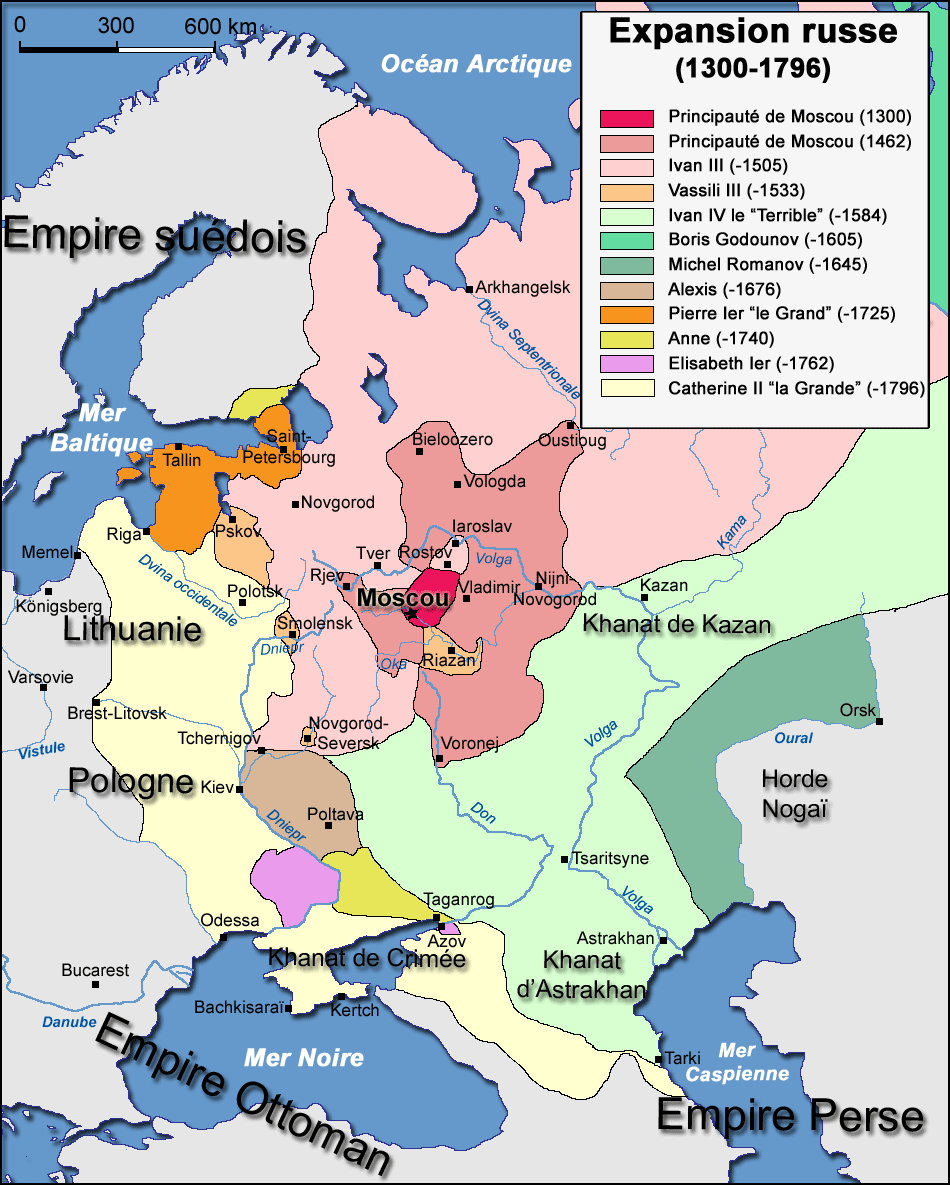
Mapa de la expansión rusa entre 1300 y 1796.

Tras liberarse del señorío tártaro a finales del siglo XV, el principado de Moscú unificó los Estados eslavos de la antigua Rus' y se transformó primero en zarato (en 1547) y luego en imperio (en 1721). Esta expansión le llevó a chocar pronto con el Imperio otomano en Ucrania y el Cáucaso. Entre 1550 y 1850, los dos imperios libraron nueve guerras, en las que habitualmente Rusia se alzó con la victoria. Así, al concluir la guerra ruso-turca de 1768-1774, el kanato de Crimea, hasta entonces vasallo de los otomanos, pasó a estar dominado por Rusia según el Tratado de Küçük Kaynarca, aunque era teóricamente independiente. 
Además de obtener el derecho a enviar sus barcos a través de los estrechos del Bósforo y de los Dardanelos, los rusos recibieron también permiso para construir una iglesia ortodoxa en Constantinopla; a continuación, exigieron la potestad de representar a la población ortodoxa otomana y a intervenir en sus asuntos. El kanato de Crimea fue finalmente anexado a Rusia en 1783 y la península se incluyó en la provincia de Táurida. A mediados del siglo XIX, Rusia señoreaba la orilla septentrional del mar Negro desde el delta del Danubio hasta Georgia.
Para los rusos, esta expansión hacia el sur tenía un cariz religioso. Algunos políticos como Grigori Potiomkin, uno de los favoritos de Catalina II de Rusia, creían que el país era la «Tercera Roma» y abogaban por llevar a cabo el «proyecto griego»: el desmembramiento del Imperio otomano y la restauración del bizantino con capital en Constantinopla, con el fin de reunir a toda la población ortodoxa en torno al trono ruso. La población musulmana, más abundante cuanto más al sur avanzaban los rusos, era para estos una amenaza. 
Por ello se puso en marcha un programa de colonización en la «Nueva Rusia» —el sur de la moderna Ucrania—, que comportó la fundación de nuevas ciudades como Sebastopol en 1783 u Odesa en 1794. Se fomentó el asentamiento de cristianos venidos de Alemania (alemanes del mar Negro), Polonia y Serbia para desarrollar esta región, hasta entonces poco poblada. Los colonos recelaban de los trescientos mil tártaros de Crimea, musulmanes que habían mantenido durante largo tiempo un intenso comercio de esclavos, capturados en frecuentes incursiones por la estepa ucraniana. Los rusos trataron de expulsar a los tártaros por diversos métodos: la confiscación de tierras, el envío a trabajos forzados y el empleo de cosacos para intimidarlos. En 1800, unos cien mil tártaros habían abandonado ya la zona; los sustituyeron colonos cristianos ortodoxos, muchos de ellos venidos del Imperio otomano.

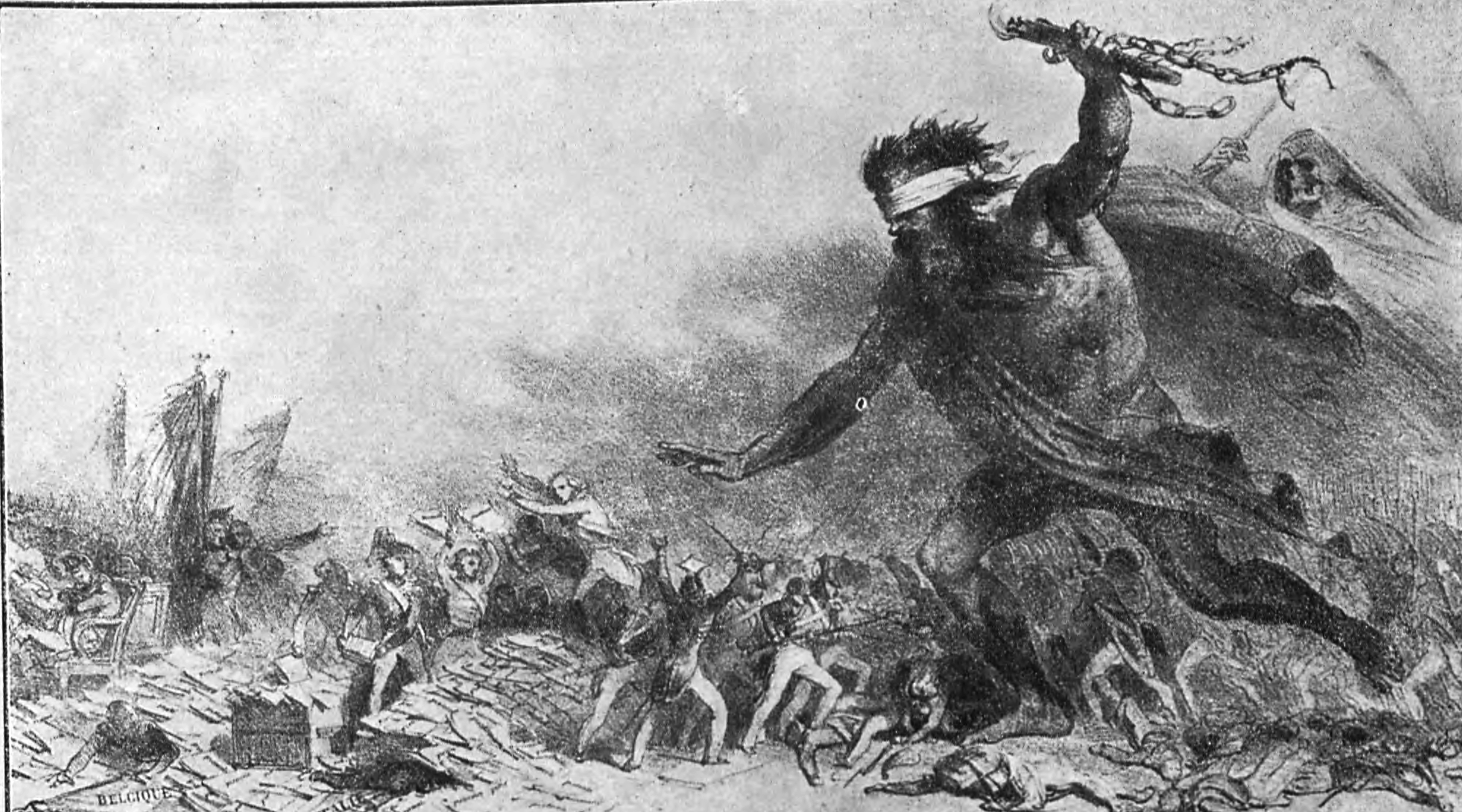
Alegoría de la expansión rusa, de Auguste Raffet, hecha durante el levantamiento polaco de 1830.

La veloz expansión rusa durante el siglo XVIII y su poderío militar, que quedó patente en las guerras napoleónicas, inquietó a las demás potencias europeas, y generó un amplio sentimiento de rusofobia. En 1851, el escritor francés Jules Michelet describió Rusia como un «gigante frío y famélico cuya boca se abre hacia el rico Occidente. […] Rusia es el cólera […] el imperio de la mentira». Este odio a lo ruso era especialmente agudo en el Reino Unido, cuyos periódicos temían un eventual ataque a la India, la colonia más rica y próspera del Imperio británico.
Aunque los estrategas británicos creían imposible tal eventualidad, sí estaban interesados en asegurar el dominio de las rutas comerciales que unían el subcontinente indio con la metrópoli y eliminar toda competencia rusa en ellas. En consecuencia, los países situados a lo largo de ellas, como Afganistán y  Persia, sufrieron la competencia de rusos y británicos por la supremacía regional en lo que se denominó «El Gran Juego». Más al oeste, el desarrollo de los barcos de vapor aumentó el comercio en el mar Rojo y en Mesopotamia, regiones que dominaba el Imperio otomano. Los diversos acuerdos de la primera mitad del XIX habían permitido al Reino Unido penetrar en el mercado otomano y la aparición de la flota rusa en el Mediterráneo podía poner en peligro la creciente influencia británica en esta zona.
Los liberales europeos odiaban a Rusia como encarnación de la autocracia y de los principios contrarrevolucionarios de la Santa Alianza. El levantamiento polaco de 1830 contra Rusia contó por tanto con la simpatía de los liberales; la brutal represión rusa que siguió al fracaso del alzamiento, dirigida por el general Iván Paskévich, hizo al Times londinense exigir que el país fuese a la guerra contra los «bárbaros moscovitas». Lo mismo sucedió durante las revoluciones liberales de 1848. Tras la abolición de la monarquía en Francia en 1848 y la restauración de la república, algunos temieron que los rusos atacasen el país para imponer el antiguo orden; el escritor Prosper Mérimée escribió a un amigo que aprendía ruso para hablar con los cosacos en las Tullerías.
Aunque finalmente no intervinieron en Francia, los rusos sí lo hicieron en los territorios rumanos, en Valaquia y Moldavia, regiones que administraban conjuntamente Rusia y el Imperio otomano. Inducidos por los británicos, los otomanos trataron de negociar con los revolucionarios el establecimiento de una unidad administrativa rumana, pero desistieron ante el disgusto de los rusos. Estos, tras haber aplastado los levantamientos rumanos, exigieron poder ocupar los principados hasta 1851, a lo que el sultán tuvo que acceder en el Tratado de Balta-Liman. En aplicación de los principios contrarrevolucionarios de la Santa Alianza, el zar a continuación ayudó al Imperio austriaco a aplastar la revolución húngara en junio de 1849. 
El alzamiento magiar fue sofocado rápidamente, pero el sultán se negó a entregar a los refugiados húngaros que habían huido a su territorio. Como consecuencia, Austria y Rusia rompieron las relaciones diplomáticas con la Sublime Puerta; británicos y franceses, a petición de esta, enviaron una escuadra a los Dardanelos. La reacción franco-británica hizo que el zar se aviniese a negociar, anulase la petición de entrega de los proscritos húngaros y tratase de evitar el conflicto con los otomanos.

### La crisis de los Santos Lugares

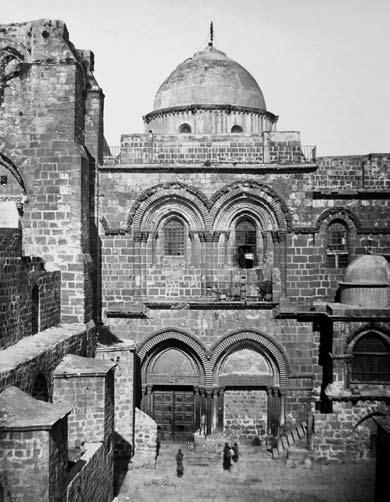
El Santo Sepulcro (Jerusalén) en 1864. La disputa entre católicos y ortodoxos por su gestión y la de otros lugares considerados santos por los cristianos precipitó el estallido de la guerra de Crimea.

El golpe de Estado del 2 de diciembre de 1851 y la posterior creación del segundo imperio por el presidente de la república Carlos Luis Napoleón Bonaparte, que se proclamó emperador con el nombre de Napoleón III, inquietó a Europa. La toma del poder por el sobrino de Napoleón reavivó los antiguos temores de las potencias por el poderío francés y estas se prepararon para la guerra. Para calmarlas, Napoleón aseguró que el imperio mantendría una actitud pacífica, pese a no estar satisfecho con la distribución territorial surgida del Congreso de Viena.
La política exterior del nuevo emperador tuvo como objetivo principal restablecer la influencia francesa en Europa; para lograrlo, Napoleón creyó que lo más conveniente era estrechar los lazos con el Reino Unido. Por el contrario, tanto el recuerdo de la retirada de Rusia como el rechazo del zar del principio de nacionalidad causaron desavenencias entre Rusia y Francia. La disputa por el control de los Santos Lugares de Palestina le ofreció a Napoleón un pretexto ideal para enfrentarse a los rusos, pues le permitía contentar por un lado a la derecha católica francesa deseosa de limitar la influencia de la ortodoxia y por otro a la izquierda, que veía a Rusia como el «gendarme de Europa» y no se opondría a una guerra en nombre de la libertad y contra la autocracia.
Los Santos Lugares palestinos como el Santo Sepulcro jerosolimitano o la basílica de la Natividad de Belén los ocupaban diversas congregaciones cristianas. Las diferencias de liturgias y las rivalidades entre católicos y ortodoxos complicaban la convivencia; en ocasiones, los otomanos tuvieron que apostar tropas tanto en el acceso como en el interior de las iglesias para evitar los enfrentamientos entre comunidades cristianas. En ocasiones esto no bastó para evitar incidentes: el día de Pascua de 1846, la disputa por qué comunidad, si la católica o la ortodoxa, oficiaría primero la misa en el Santo Sepulcro degeneró en choque cruento que dejó cuarenta muertos. La rivalidad entre ortodoxos y católicos se agudizó por el desarrollo de nuevos medios de transporte como el ferrocarril y el barco de vapor, que permitían la llegada de mayor número de peregrinos a Tierra Santa. Creció en especial el número de rusos ortodoxos que peregrinaron a Palestina en la primera mitad del siglo; en la década de 1840, más de quince mil rusos participaron en las celebraciones de la Pascua en Jerusalén.
Este aumento de los visitantes ortodoxos causó desazón a los cristianos occidentales, que temían ser expulsados de los Santos Lugares, e irritaba a los católicos franceses para quienes, desde la época de las cruzadas, su país era el campeón de la fe en Palestina. La postura belicista del cónsul francés en Jerusalén desde 1848, Paul-Émile Botta —partidario, junto con el patriarca latino de la ciudad, Giuseppe Valerga, incluso de una guerra santa para defender los intereses de su país y de los católicos—, contribuyó a reactivar el conflicto.

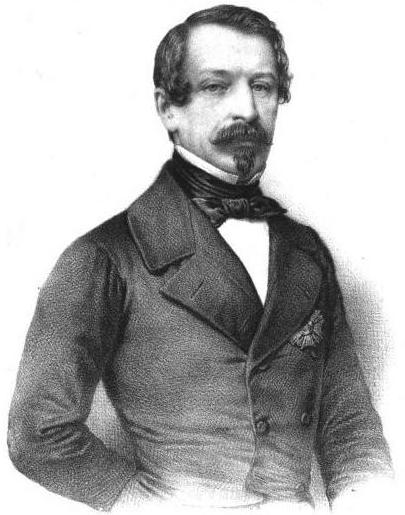
El emperador francés Napoleón III deseaba librar una guerra contra Rusia para recuperar la influencia francesa en Europa y poner fin a la Santa Alianza.

La disputa religiosa en Palestina devino un asunto importante para las potencias por los actos del nuevo embajador francés ante la Sublime Puerta, Charles de La Valette, nombrado por Napoleón III en 1849. El emperador francés se negaba a entablar negociación alguna con los ortodoxos sobre la gestión de los Santos Lugares y, en agosto de 1851, declaró que el control católico de estos estaba estipulado claramente en la Capitulación otomana de 1740 y que Francia estaba dispuesta a adoptar medidas extremas para que se mantuviese.  Esta declaración enojó a los rusos, que advirtieron al Gobierno otomano que cualquier reconocimiento de las reivindicaciones católicas comportaría la ruptura de relaciones diplomáticas entre Constantinopla y San Petersburgo.
De La Valette fue destituido en el verano de 1852, pero Napoleón III entendió que las declaraciones del embajador habían servido a sus propósitos y siguió acuciando a los otomanos para obtener concesiones que resultasen inaceptables para los rusos y obligar así al Reino Unido a participar junto a Francia en la reacción a una posible agresión rusa. En noviembre de 1852, Napoleón III envió al navío de línea Charlemagne, que acababa de botarse, a Constantinopla, lo que infringía la convención de Londres, para obligar al sultán a ceder a los católicos las llaves de la basílica de la Natividad.
En respuesta a la acción francesa, Nicolás I movilizó más de cien mil soldados en Besarabia y entabló negociaciones con el Reino Unido, cuya flota tendría un papel crucial en caso de guerra entre Rusia y Francia. Los británicos dudaban sobre la actitud que debían adoptar, puesto que desconfiaban tanto de los rusos como de los franceses y además se hallaban divididos entre los que deseaban dar tiempo al Imperio otomano a que aplicase reformas y los que no deseaban en ningún caso socorrer a un Estado que perseguía a los cristianos.
Para obligar al sultán a anular las concesiones que había hecho a los católicos, Nicolás envió a la capital otomana al general Aleksandr Ménshikov en febrero de 1853. Además de tratar la cuestión de los Santos Lugares, los rusos exigieron la firma de un nuevo tratado que les permitiese intervenir en el imperio para proteger a los cristianos ortodoxos; en la práctica, esto hubiese hecho de las provincias europeas otomanas un protectorado ruso y del imperio, un vasallo de Rusia. Si ya era improbable que los otomanos aceptasen las condiciones exigidas por los rusos, el comportamiento irrespetuoso de Ménshikov eliminó toda posibilidad de acuerdo, quizá consiguiendo así la meta deseada por el zar.
Como el número de tropas rusas que se concentraban en Besarabia no paraba de aumentar, los otomanos, preocupados, solicitaron ayuda de franceses y británicos. Aunque el secretario de Asuntos Exteriores británico lord Russell y el de Interior lord Palmerston estaban convencidos de las intenciones belicosas rusas, el resto del Gobierno era reacio a combatir junto a los franceses, cuya «diplomacia de las cañoneras» había desencadenado la crisis. En Francia, la mayoría de los ministros creían que el país no contaría con aliados si actuaba por su cuenta pero, pese a ello, el emperador decidió el 22 de marzo enviar la flota al mar Egeo, esperando que esto obligase a los británicos a actuar por la presión que ejercería en este sentido la opinión pública.
En Constantinopla, las negociaciones estaban estancadas y el 5 de mayo, Ménshikov presentó una versión algo más conciliadora del documento inicial, pero le adjuntó un ultimátum que los otomanos debían aceptar antes de cinco días. Animados por el embajador británico Stratford Canning, que prometió que su país los socorrería en caso de conflicto con Rusia, los otomanos rechazaron las exigencias del emisario ruso. Este retrasó varias veces la fecha de vencimiento del ultimátum con la esperanza de lograr un acuerdo en el último momento, pero finalmente anunció la ruptura de las relaciones bilaterales el 21 de mayo. A finales de junio, el zar ordenó al general Iván Paskévich que ocupase los principados del Danubio, que dependían de los otomanos, pero en los que no había unidades militares del imperio.

## Ruptura de las hostilidades

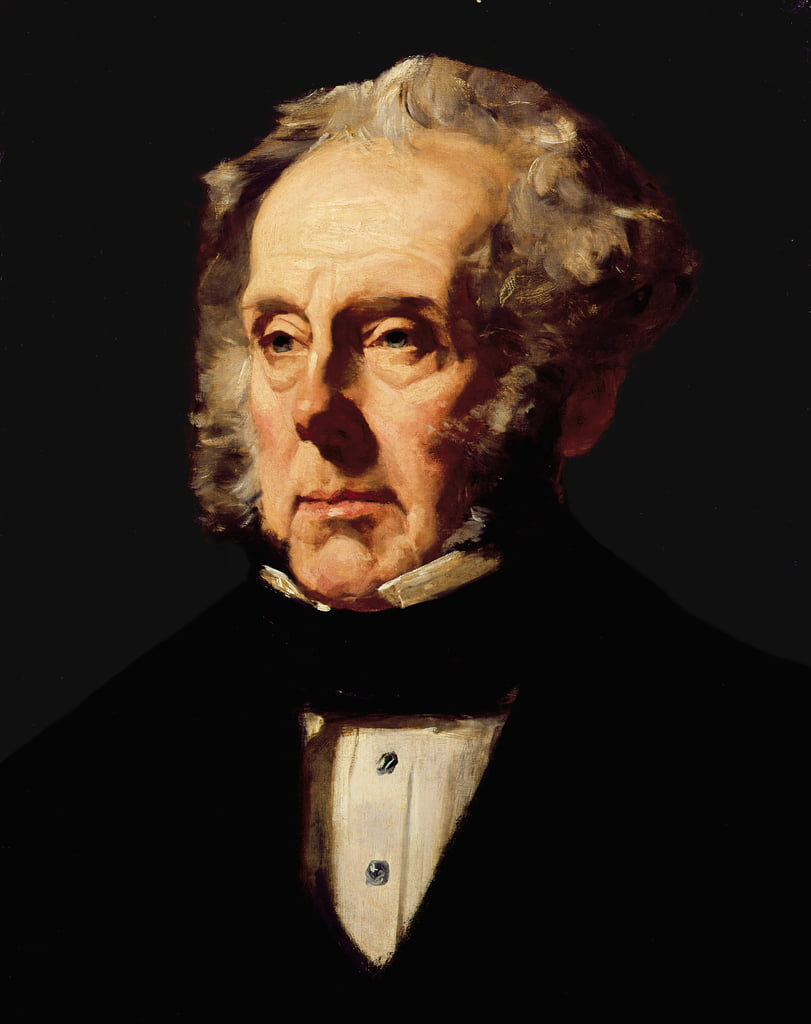
Lord Palmerston fue uno de los más decididos partidarios de adoptar una actitud de inflexibilidad frente a Rusia, para reducir su influencia en la política europea.

Cuando la ocupación de los principados se tornó en casi anexión de estos, el Imperio austriaco desplegó veinticinco mil soldados en los territorios fronterizos, principalmente para disuadir a los serbios y al resto de pueblos eslavos de alzarse en favor de los rusos; los británicos, por su parte, endurecieron su actitud hacia Rusia y enviaron una flota a los Dardanelos, donde ya se hallaba otra francesa. Ambas partes negociaron en Viena durante el verano, pero ni rusos ni otomanos estaban dispuestos a hacer concesiones, por lo que las conversaciones fracasaron.
La invasión rusa de los principados del Danubio había desatado la cólera de los nacionalistas otomanos y del clero musulmán, lo que favoreció a los belicistas. Temiendo que se desencadenase una revuelta islámica si no declaraba la guerra a Rusia y acuciado por los dirigentes religiosos, el sultán Abdülmecid I se avino el 26 de septiembre a emprender hostilidades contra los rusos. El boletín oficial Takvim-i Vekayi publicó la declaración de guerra el 4 de octubre de 1853; en ella se explicaba que el casus belli  había sido la negativa rusa a retirarse de los principados, pero el texto daba a los rusos dos semanas más para abandonarlos.
Sin apoyo oficial del Reino Unido o de Francia, los otomanos, al mando de Omar Bajá atacaron en el frente del Danubio el 23 de octubre, convencidos de que la opinión pública británica y francesa obligaría a sus gobiernos respectivos a sumarse a la contienda. Temiendo que si penetraba en los Balcanes Austria también entraría en guerra contra Rusia, Paskévich propuso ponerse a la defensiva frente a los otomanos y fomentar levantamientos en el territorio enemigo.
Aunque esto contravenía los principios contrarrevolucionarios rusos, el zar aprobó el plan del general y aceptó atacar más al este, en Silistra, lejos de la frontera austriaca, con el objetivo de acometer Adrianópolis y Constantinopla en la primavera de 1854, antes de que pudiesen intervenir las potencias europeas occidentales. Pese a las victorias como la alcanzada en la batalla de Oltenița, los otomanos temían una posible rebelión de los serbios, que desencadenaría otra de los griegos y búlgaros y acabaría con la pérdida de las provincias europeas del imperio; por ello decidieron mantenerse a la defensiva a lo largo del Danubio y atacar en el Cáucaso.

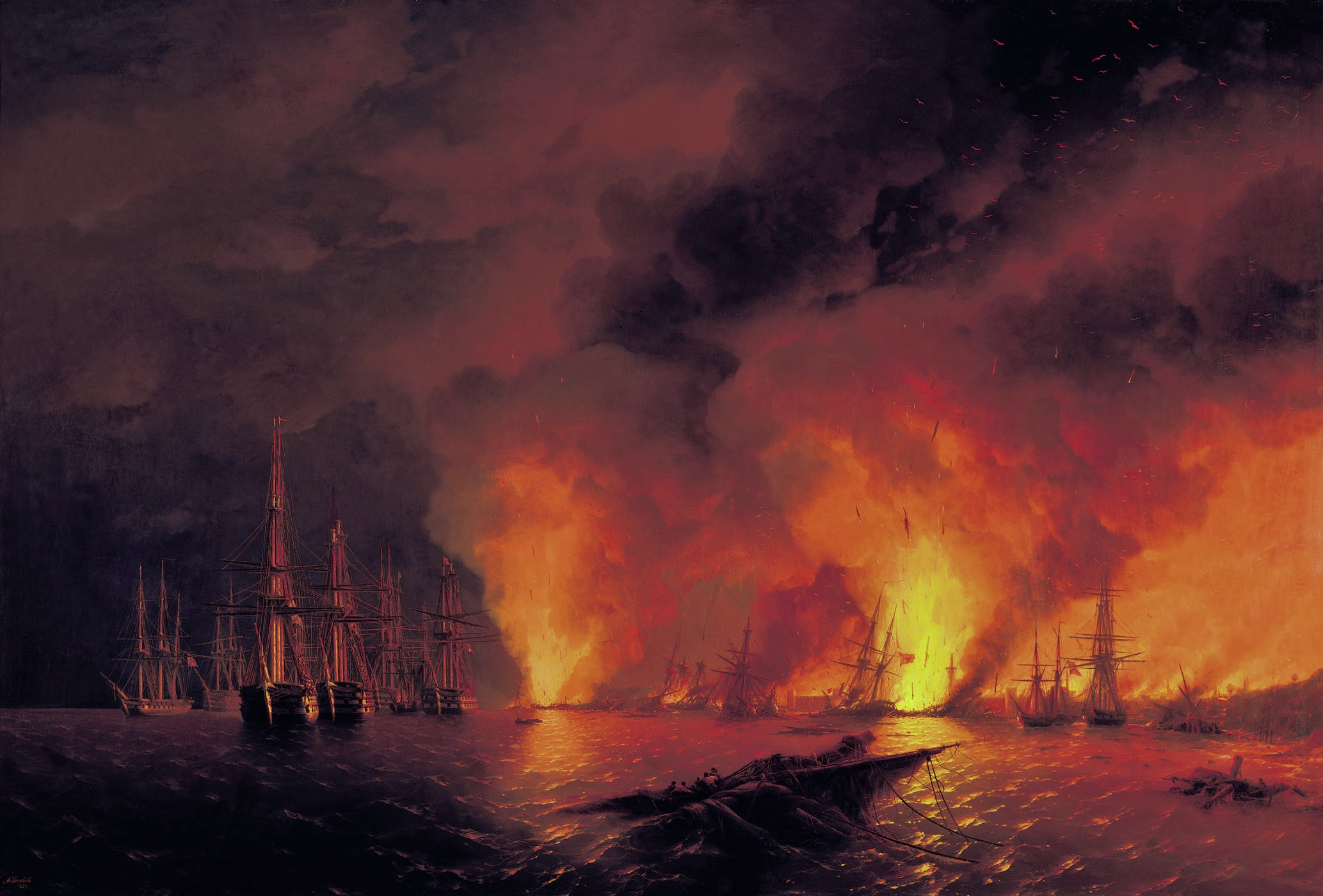
La batalla de Sinope del 30 de noviembre de 1853 tuvo una importancia decisiva en la entrada en guerra del Reino Unido y Francia.

Desde comienzos del siglo XIX, los rusos habían emprendido la conquista del Cáucaso, poblado mayoritariamente por musulmanes. Las brutales campañas de Alekséi Yermólov en las décadas de 1810 y 1820 y luego las de Mijaíl Vorontsov en las 1840 y 1850 habían llevado a las distintas tribus a coligarse en torno a la figura de Ghazi Muhammad y Shamil, que predicaban la guerra santa contra el invasor con el apoyo discreto de los británicos. Con las tropas irregulares caucásicas, el general otomano Abdülkerim Nadir Pasha conquistó la fortaleza rusa de San Nicolás, al norte de Batumi, el 25 de octubre.
Para abastecer a sus soldados, los otomanos dependían de la flota, cuyos barcos los rusos trataban de hundir con las patrullas que surcaban el mar Negro. Pese al peligro que suponía la flota rusa, el sultán y sus consejeros decidieron enviar una escuadra a Sinope, con el objetivo claro de provocar a los rusos y obligar a las potencias occidentales a intervenir en el conflicto. El 30 de noviembre, la escuadra otomana fue aniquilada por los obuses de la flota del almirante Pável Najímov, que también bombardearon el puerto enemigo. En tierra, los rusos, aunque inferiores en número, infligieron a los otomanos dos graves derrotas, en Ajaltsije (26 de noviembre) y en Başgedikler (1 de diciembre). El ejército otomano, desmoralizado, se replegó desordenadamente hacia Kars, donde fijó una línea defensiva.
|               |
| Junio de 1853 |

|                 |
| Octubre de 1853 |

|                   |
| Diciembre de 1853 |

|               |
| Junio de 1854 |

|                    |
| Septiembre de 1854 |

|                   |
| Noviembre de 1854 |

|               |
| Junio de 1855 |

|                   |
| Noviembre de 1855 |

La noticia de la derrota otomana inquietó a las potencias occidentales, que temieron que el Imperio otomano se disgregase. En el Reino Unido, la prensa tildó la batalla de «matanza» y se multiplicaron las manifestaciones en favor de los otomanos por todo el país. En Francia, sin embargo, la población tenía escaso interés en la Cuestión Oriental y las derrotas otomanas no hicieron que aumentase. La opinión mayoritaria era que una guerra beneficiaría al Reino Unido —enemigo tradicional de Francia— y que los impuestos necesarios para sufragarla perjudicarían a la economía; algunos vaticinaban incluso que en menos de un año la guerra sería tan odiosa a la población que el Gobierno tendría que solicitar la paz a Rusia.
La situación política en el Reino Unido era justo la contraria y los titubeos del primer ministro lord Aberdeen cesaron cuando Napoleón III, decidido a emplear el choque de Sinope como pretexto para atacar a Rusia, declaró que Francia actuaría incluso si el Reino Unido no lo hacía. El 22 de diciembre, se decidió que una flota conjunta anglo-francesa penetrase en el mar Negro para proteger a los buques otomanos; la escuadra conjunta lo hizo el 3 de enero de 1854. No obstante, la presión de los pacifistas hizo que el emperador tuviese que tratar de resolver la crisis mediante la diplomacia: el 29 de enero propuso al zar entablar negociaciones con la mediación de Austria, pero Nicolás se negó a ello y rompió las relaciones diplomáticas con el Reino Unido y Francia el 16 de febrero.
En respuesta a la medida rusa, franceses y británicos exigieron el 27 del mes que los rusos se retirasen de los principados del Danubio en menos de seis días. En realidad, la nota descartaba toda solución diplomática y solo sirvió para precipitar el desencadenamiento de las hostilidades; la movilización militar comenzó antes de acabar el plazo dado por los franco-británicos para responder al ultimátum, que el zar soslayó por completo. El 27 de marzo, el Reino Unido y Francia declararon la guerra a Rusia.

## Fuerzas enfrentadas

### Ejército ruso

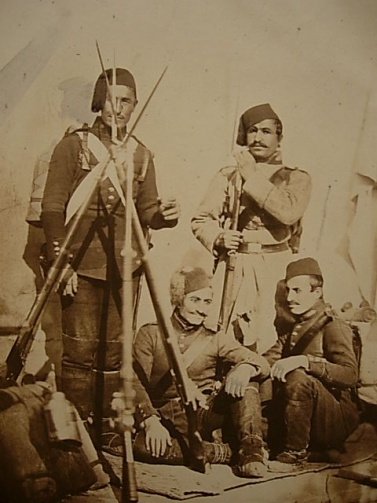
Soldados otomanos en la época de la guerra de Crimea.

Con cerca de 1.000.000 de soldados de infantería, 250.000 de caballería y 750.000 reservistas, el Ejército Imperial Ruso era con mucho el mayor del mundo. Por otra parte, tenía que defender un territorio vastísimo, misión ardua por la falta de comunicaciones, que complicaba enormemente la movilización de las unidades y su envío al frente. Pese a las diversas reformas, la organización militar rusa seguía siendo muy inferior a la de los ejércitos de otros Estados europeos. El cuerpo de oficiales estaba mal organizado y casi todos los reclutas eran analfabetos; un informe de 1848 señalaba que, de las últimas levas, casi tres cuartas partes de los hombres habían sido exentos del servicio por no alcanzar la altura mínima de ciento sesenta centímetros, por sufrir enfermedades crónicas o algún tipo de discapacidad.
Los oficiales superiores, de origen aristocrático, tenían poca estima por este ejército de campesinos, y no dudaban en sacrificar regimientos enteros para lograr una victoria que les reportase un ascenso. Los castigos corporales eran habituales como pena por la menor infracción e incluso a los coroneles se los podía humillar frente al regimiento. Los servicios de salud no existían e aun en tiempo de paz un 65 % de los soldados solía estar enfermo. La mala logística entorpecía el abastecimiento de las tropas; la corrupción era habitual y era normal que las unidades tuviesen que asegurarse los víveres por su cuenta. Gran parte del armamento era vetusto; los fusiles de ánima lisa eran poco fiables y tenían un alcance escaso, de unos doscientos metros.
En el Ejército ruso se hacía tanto hincapié en el uso de la bayoneta que un oficial llegó a afirmar que pocos de sus soldados sabían disparar el fusil. Lo anticuado del armamento hizo que los rusos se concentrasen en mantener la disciplina de las tropas, para evitar que las unidades se diesen a la desbandada en el momento de entrar en acción; los observadores extranjeros se maravillaban de la exactitud de los soldados en los desfiles militares. El adiestramiento imbuía así en los soldados una obediencia ciega poco útil en el combate, pero que las sucesivas victorias en las guerras con Persia, el Imperio otomano y, sobre todo, Francia parecían demostrar como suficiente para alcanzar la victoria; el Estado Mayor ruso creía que el ejército era invencible y que modernizarlo no era una necesidad acuciante.

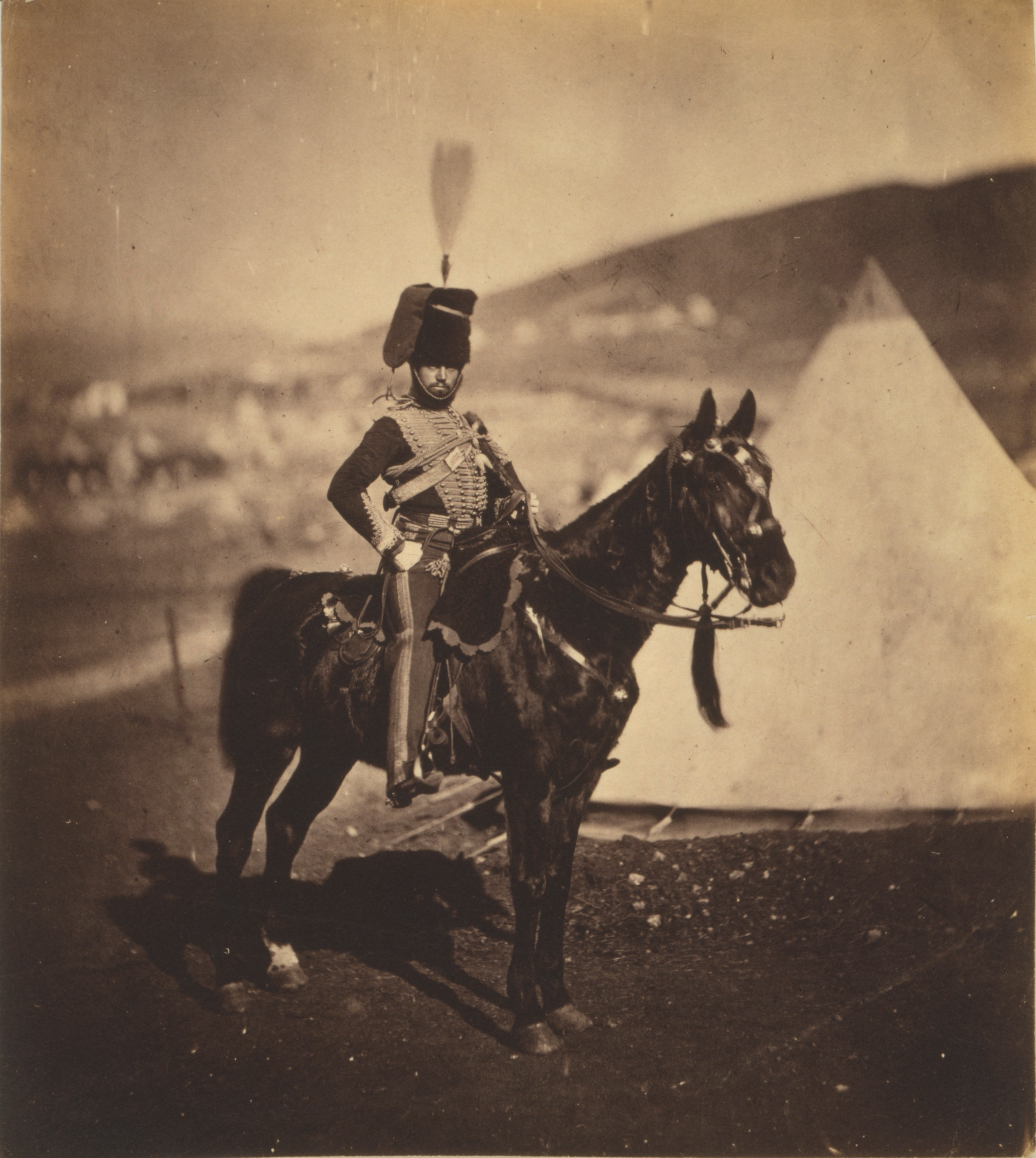
Soldado británico del 11.º Regimiento de Húsares.

### Ejército otomano
El ejército otomano contaba con unos 220.000 soldados, reclutados mediante levas de la población musulmana; la población cristiana no podía alistarse en el Ejército y en vez de servir en él pagaba un impuesto especial de capitación. Así, aunque todos los reclutas otomanos compartían la misma religión, no tenían la misma cultura, consecuencia del carácter multicultural del imperio; muchos de ellos provenían de hecho de grupos contrarios a la dominación otomana. Esto influía tanto en la disciplina como en la eficacia de las tropas, ya que muchos de los soldados rehusaban combatir a las órdenes de oficiales de otra cultura, o que no hablasen su idioma.
Pese a las reformas emprendidas en la década de 1830, el Ejército carecía de mando centralizado y los oficiales eran incompetentes y corruptos; dependía del reclutamiento de mercenarios y de unidades de irregulares, famosas por su indisciplina y más interesadas en el pillaje que en el combate.
De forma incluso más acentuada que en el Ejército ruso, existía una gran diferencia entre la vida lujosa de los oficiales superiores, sufragada merced a la corrupción desmedida, y la de los soldados rasos, que a menudo esperaban infructuosamente sus pagas durante meses; un oficial británico describió a los soldados destinados en el frente del Danubio como «desnutridos y vestidos con harapos, los seres más desdichados de la humanidad». La falta de logística entorpecía la movilidad de las unidades otomanas, aunque descollaban en las operaciones de asedio. Por todo ello, los franco-británicos tenían en poco valor a las tropas otomanas, a las que creían útiles únicamente para servir de guarniciones en plazas fuertes. Algunos indicaron incluso que preferían combatir a los turcos que a los rusos.

### Ejército británico

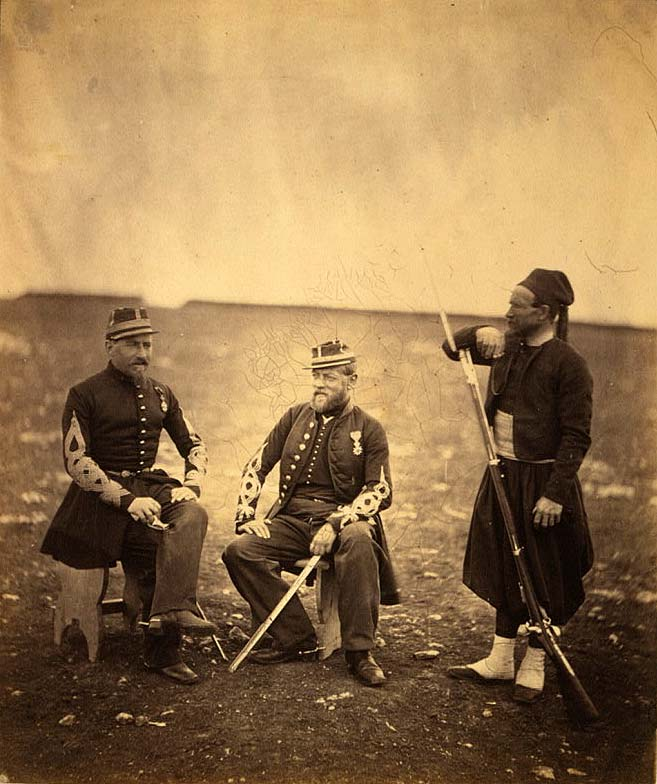
Dos oficiales y un soldado de una unidad de zuavos.

En los años previos la guerra de Crimea, los gastos militares británicos habían ido menguando constantemente, tendencia que apenas había cambiado tras el golpe de Estado de Napoleón III de 1851. Aunque la Royal Navy seguía siendo la mejor Marina del mundo, el Ejército de Tierra no estaba listo para participar en una guerra: de los 153.000 soldados con los que contaba en la primavera de 1854, dos tercios se hallaban repartidos por las colonias del imperio. El mando carecía de cohesión y había varios organismos civiles y militares que actuaban sin coordinarse.
Al contrario de lo que sucedía en Francia, en el Reino Unido no existía el servicio militar obligatorio y el Ejército lo componían únicamente voluntarios, que solían alistarse por la atractiva paga que recibían los soldados. Esto hacía que los reclutas proviniesen en general de los estratos más pobres de la sociedad como, verbigracia, las víctimas de la gran hambruna irlandesa; un tercio de los soldados que sirvieron en Crimea eran irlandeses. Con los oficiales superiores ocurría lo contrario que con la tropa: solían provenir de la aristocracia y su ascenso en el escalafón militar dependía más de sus contactos que de su hoja de servicios. Los oficiales tenían que enfrentarse a dos problemas principales con sus hombres: la indisciplina y la embriaguez; el remedio habitual para ambos eran los azotes, que en ocasiones acababan con la muerte del soldado.
Los castigos corporales británicos impresionaban a los franceses, acostumbrados a una mayor mezcla social en el seno de las Fuerzas Armadas; un oficial francés comentó que el sistema británico le recordaba al feudal, que en Francia había sido abolido en tiempos de la  revolución, y «que en Inglaterra un soldado no es más que un siervo». En conjunto, el Ejército británico, que apenas había entrado en combate desde los tiempos de las guerras napoleónicas, se parecía al ruso en cuanto que sus tácticas y cultura parecían ancladas en el siglo XVIII.

### Ejército francés
Por su parte, el Ejército de Tierra francés acababa de concluir dos decenios de combates en Argelia, en los que había participado en torno a un tercio de las unidades. En total, el Ejército de Tierra lo componían 350.000 soldados. La experiencia de combate y las escuelas militares, en las que los cadetes recibían amplios conocimientos bélicos, habían formado un cuerpo de oficiales veterano, cuyo origen menos aristocrático que el británico facilitaba el trato con la tropa. El armamento era de excelente calidad; destacaba en especial el  fusil Minié de ánima rayada, cuyo tiro era certero a más de mil quinientos metros, y que los británicos no adoptaron —sustituyendo sus fusiles de ánima lisa—  hasta la campaña de Crimea. 
La infantería, y en especial los zuavos, tenía fama de agresiva y la logística francesa era la mejor de todos los países que participaron en la contienda. En campaña, las relaciones entre los ejércitos británico y francés fueron a menudo difíciles debido a las malas relaciones históricas entre las dos naciones. Antes del desembarco en Crimea, se había acordado que el mando de las operaciones conjuntas recaería en un oficial francés, pero esto jamás ocurrió. Esto hizo que las decisiones militares se tomasen mediante enrevesadas consultas entre los dos estados mayores; en ocasiones, el jefe británico, lord Raglan, que había perdido un brazo en la  batalla de Waterloo, se refería a los franceses, y no a los rusos, como el verdadero enemigo.
Las capitales siguieron atentamente la suerte de la guerra merced al uso de telegramas, que se enviaban desde Crimea y entraban en la red telegráfica europea en Bucarest. Por su parte, los rusos habían encargado a Werner von Siemens y Johann Georg Halske el tendido de una línea hasta Sebastopol pero, para cuando estalló la guerra, esta solo había llegado hasta Simferópol.

## Intervención franco-británica

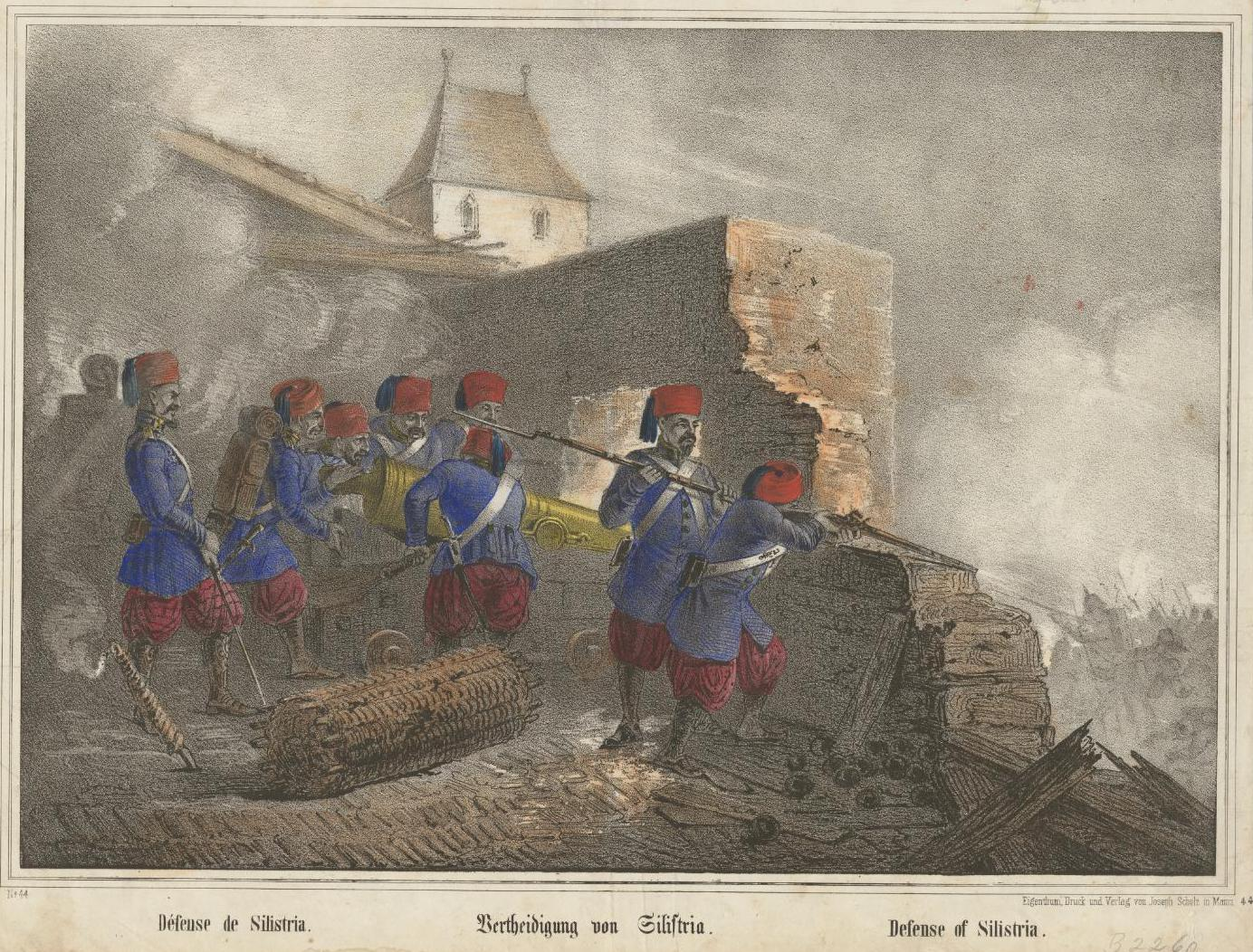
Tropas otomanas defendiendo la fortaleza de Silistra contra los rusos en la primavera de 1854.

Tras la suspensión invernal de los combates, el zar deseaba retomar rápidamente las operaciones en el frente del Danubio y avanzar sobre Constantinopla antes de que llegasen a la zona las fuerzas anglo-francesas. La primera operación de la ofensiva hacia la capital otomana fue el asedio de la fortaleza de Silistra, junto al Danubio; el zar esperaba que la conquista de la plaza desencadenaría un levantamiento búlgaro contra el Gobierno otomano. El asalto ruso comenzó el 19 de marzo, pero la denodada resistencia otomana y el terreno cenagoso que complicaba la operación desbarataron la esperanza rusa de alcanzar una rápida victoria.
Por su parte, británicos y franceses disentían sobre la estrategia que debían adoptar frente a Rusia; para dirimir la diferencias, los estados mayores de los dos países se reunieron varias veces en París. Los británicos proponían reunir las tropas en la península de Galípoli para luego avanzar lentamente hacia el norte; los franceses preferían desembarcar en Varna, cerca del frente, para poder frenar cualquier golpe de mano ruso contra Constantinopla. Finalmente los dos aliados decidieron aplicar la propuesta francesa: treinta mil franceses y veinte mil británicos desembarcaron en Varna a finales de mayo.

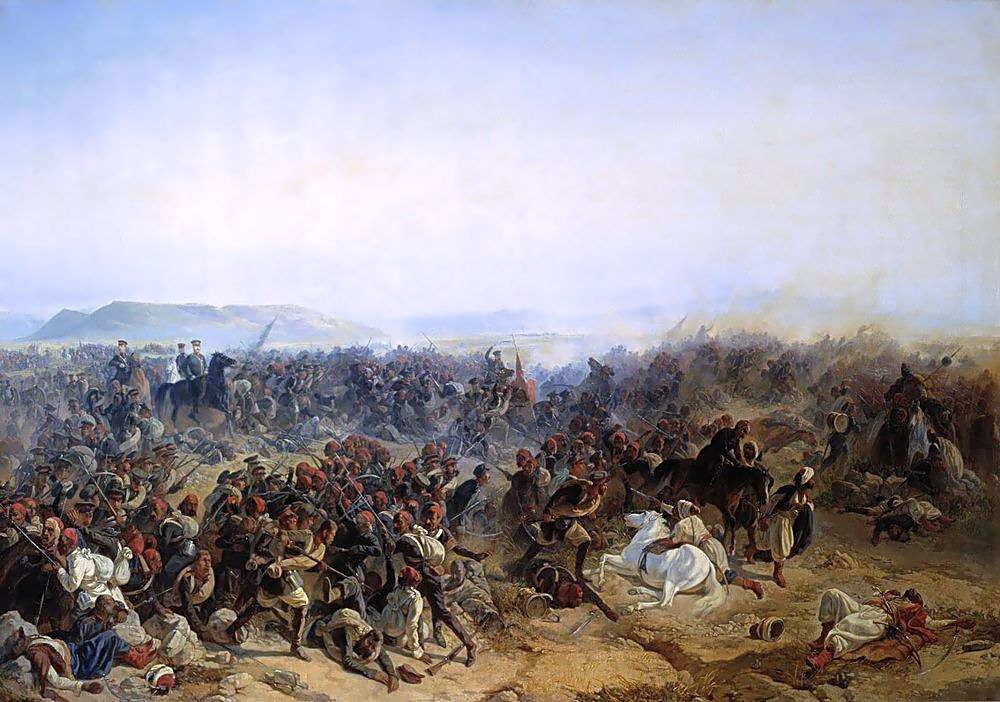
Pintura de la batalla de Kurekdere del 5 de agosto de 1854.

En el Cáucaso, los otomanos habían perdido veinte mil hombres durante el invierno debido al hambre y las enfermedades y se hallaban a la defensiva, por lo que fueron los rusos los que atacaron, a finales de junio. Avanzaron velozmente: el 5 de agosto, Vasili Bébutov aplastó a un ejército otomano dos o tres veces más grande que el suyo en la batalla de Kurekdere, cerca de Aleksandrópolis. Si el general ruso hubiese perseguido al enemigo, que huía en desbandada, probablemente hubiese podido conquistar la gran fortaleza otomana de Kars, que se encuentra a unos veinte kilómetros de donde se libró la batalla; su objetivo, sin embargo, era defender el Cáucaso, por lo que, cuando el frente se fijó en la frontera de antes de la guerra, Bébutov se limitó a consolidar su posición y a evitar nuevos combates de importancia hasta el año siguiente.
En contraste con la calma del frente caucásico, en el del Danubio se recrudecieron los combates en mayo y junio; la fortaleza de Silistra resistía pese a los repetidos asaltos rusos y de sufrir un duro bombardeo. La llegada de las fuerzas anglo-francesas y la actitud cada vez más hostil de Austria, que había enviado a la frontera sudoriental cien mil soldados, convencieron al zar de la necesidad de retirarse, por lo que el 23 de junio ordenó abandonar el asedio de la plaza fuerte.
Los otomanos emprendieron la persecución de las desanimadas tropas rusas y cometieron abundantes atropellos con la población cristiana de la zona. Aprovechando la retirada rusa, los austriacos penetraron en los principados del Danubio y avanzaron hasta Bucarest, para interponerse entre otomanos y rusos y detener la marcha de los primeros. Aunque la participación austriaca en la expulsión de los rusos de los principados satisfizo a franceses y británicos, estos comenzaron a dudar de lo acertado de haber enviado tantas tropas a Bulgaria. Estas no habían participado en combate alguno desde que habían desembarcado y el aburrimiento y el calor habían extendido la embriaguez entre los soldados; esta causó abundantes incidentes con la población local, que veía con malos ojos el comportamiento de los soldados extranjeros.
Además, surgió una epidemia de cólera, que causó siete mil muertos y el doble de enfermos. Pese a todo, el Gobierno británico estaba decidido a derrotar a Rusia. Durante el verano se verificaron varias operaciones navales conjuntas franco-británicas. Para desbaratar los posibles ataques de los corsarios rusos en el Extremo Oriente, los franco-británicos organizaron un desembarco en Petropávlovsk-Kamchatski que resultó un fracaso por la encarnizada defensa rusa y el desconocimiento del terreno que tenían los atacantes. Al mismo tiempo, británicos y franceses bombardearon duramente Odesa el 28 de abril, que irrogaron graves daños en el puerto; una reducida escuadra británica atacó simultáneamente las posiciones rusas en el mar Blanco.
En el mar Báltico, el almirante Charles Napier y el general Achille Baraguey d’Hilliers conquistaron la fortaleza de Bomarsund y trataron de amenazar la propia capital rusa, pero no pudieron expugnar las fortalezas de Kronstadt y Sveaborg que la protegían. Ante la escasa trascendencia de las operaciones navales, los Aliados decidieron atacar Crimea y, en particular, la base naval rusa de Sebastopol, sede de la flota rusa del mar Negro; deseaban apoderarse de la ciudad, destruir la flota enemiga y el puerto y abandonar la plaza antes de que llegase el invierno. Los franceses dudaban de lo acertado del plan y creían que el ataque convendría más a los intereses marítimos británicos que a los suyos. Pese a ello, los Gobiernos de los dos países, deseosos de satisfacer a su belicosa opinión pública y de librar a las tropas del cólera que las aquejaba en los Balcanes, acordaron llevar a cabo la operación.

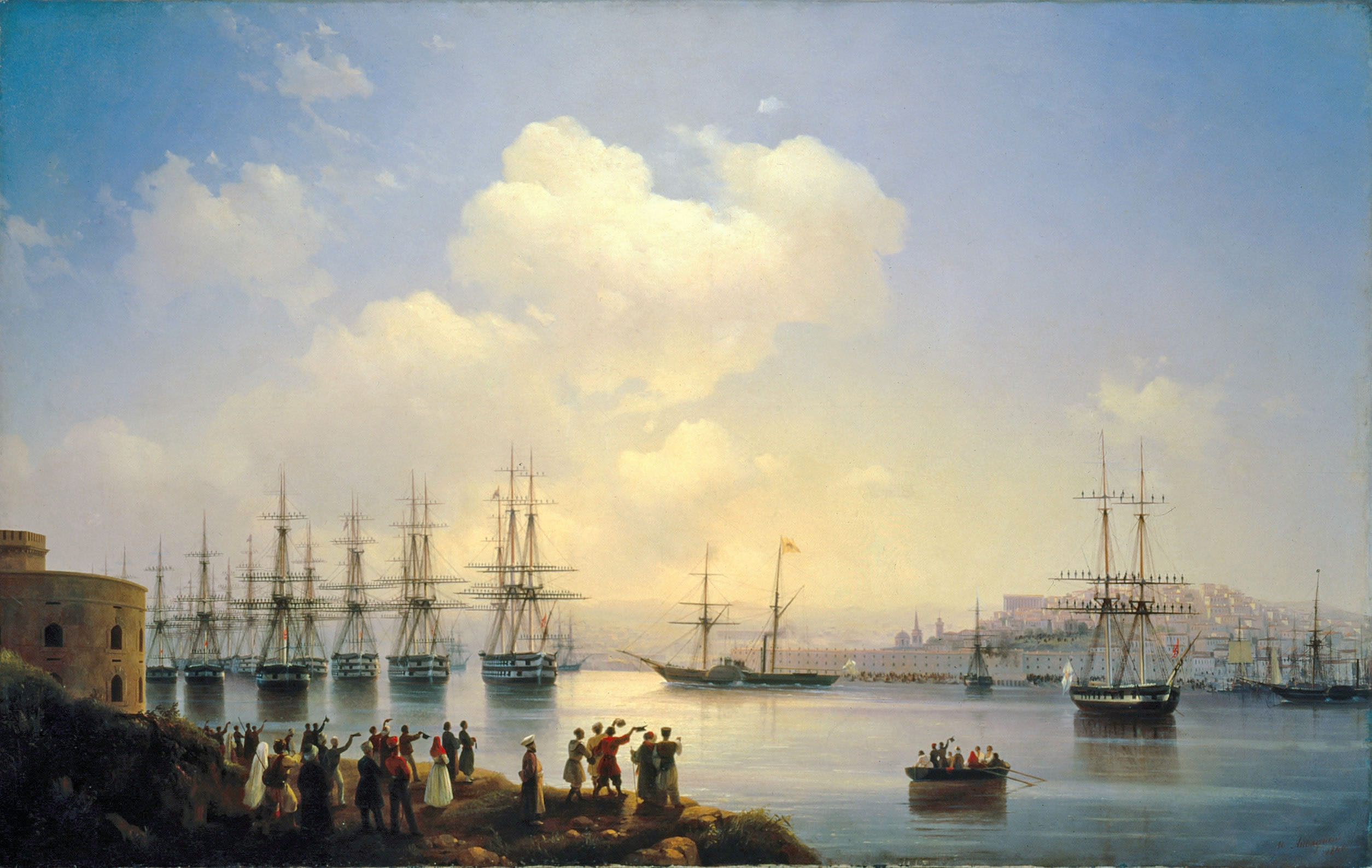
La flota rusa del mar Negro en el puerto de Sebastopol en 1846, pintada por Iván Aivazovski.

El embarque de la tropa empezó el 24 de agosto de 1854, con gran satisfacción de esta que, según el  capitán francés Jean François Jules Herbé, «prefería combatir como hombres que perecer de hambre y enfermedad». El mal tiempo retrasó la partida de la flota, compuesta por cuatrocientos buques y con veintiocho mil soldados franceses, veintiséis mil británicos y seis mil otomanos a bordo; finalmente pudo zarpar el 7 de septiembre. Aún no se había descartado que se firmase la paz y el 8 de agosto el Reino Unido, Francia y Austria acordaron un documento de cuatro puntos como base de negociación con Rusia.
Los puntos pactados eran los siguientes:
- Rusia renunciaría a la soberanía de los principados del Danubio, que quedarían protegidos por las potencias europeas.
- Se acordaría la libertad de navegación del Danubio para todas las naciones.
- Se revisaría la convención de Londres de 1841 sobre los estrechos para garantizar el equilibrio de las potencias en Europa (lo que en realidad conllevaba la eliminación de la flota rusa del mar Negro).
- Rusia abandonaría su pretensión de asumir la protección de la población cristiana ortodoxa otomana, que dependería de las potencias en su conjunto.

## Campaña de Crimea
La decisión de atacar Crimea se tomó sin que la operación se hubiese estudiado previamente. Los jefes aliados no disponían de mapas de la península e ignoraban  cuáles eran sus defensas. Además, la lectura de los libros de viajes por la región les había convencido de que el clima crimeo era suave lo que, unido a que creían que obtendrían una victoria rápidamente, hizo que no se preparasen para una campaña invernal. A los soldados no se les informó de su destino y algunos pensaban que se los enviaba al Cáucaso.
Incluso tras haber embarcado a la tropa, no se había dilucidado aún el destino final de la flota; finalmente se decidió que el ejército desembarcase el 14 de septiembre en la bahía de Kalamita, cerca de Eupatoria, a unos cuarenta y cinco kilómetros al norte de Sebastopol. Los franceses desembarcaron en un día, pero a los británicos la maniobra les llevó cinco, pues se realizó con gran confusión. Esta tardanza menguó las posibilidades de atacar Sebastopol por sorpresa y retrasó la marcha contra la ciudad hasta el 19 de septiembre.

### Almá
El general Ménshikov —que mandaba las fuerzas rusas en la península— y su Estado Mayor, no esperaban que el enemigo los atacase a comienzos del invierno, y se encontraban por tanto desprevenidos. La población rusa, aterrada, huyó, mientras que la tártara, que suponía el 80 % de la península, se alzó en apoyo de la invasión. Como no disponía más que de treinta y ocho mil soldados y dieciocho mil marineros para cubrir toda la costa sudoccidental, Ménshikov concentró casi todas sus fuerzas y un centenar de cañones en los alcores que se alzaban en la orilla meridional del río Almá. Los mandos rusos estaban convencidos de poder resistir allí hasta la llegada del «general invierno» y por ello invitaron incluso a civiles a presenciar los combates que se iban a librar en la posición.

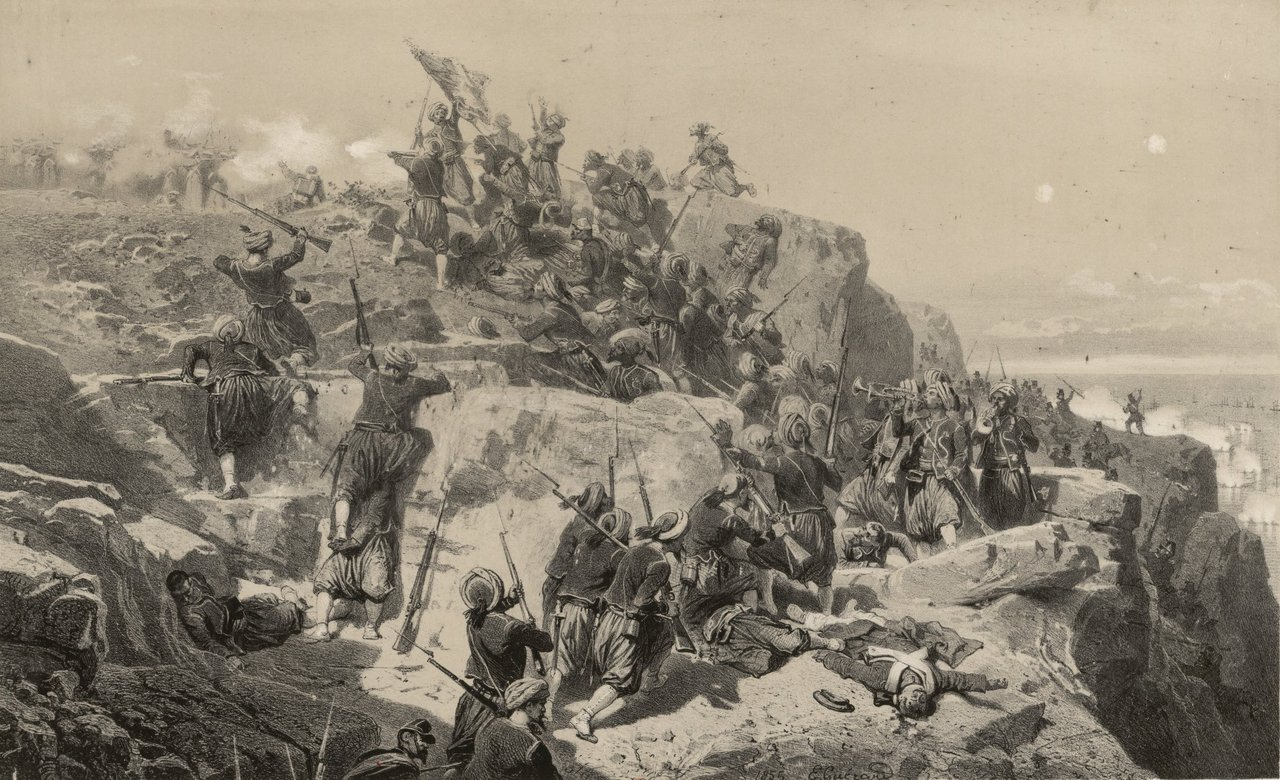
Ataque a las posiciones rusas por los zuavos durante la batalla del río Almá.

El plan de batalla de los coligados consistía en aprovechar su superioridad numérica para flanquear las defensas rusas; las fuerzas francesas del general Armand Jacques Leroy de Saint-Arnaud se dispusieron a la derecha, a lo largo de la costa, y las británicas del general lord Raglan, a la izquierda. El asalto comenzó la mañana del 20 de septiembre y los zuavos del general Pierre Joseph François Bosquet, acostumbrados a la guerra en la montaña argelina, se apoderaron de las posiciones rusas próximas al mar con apoyo de la artillería naval. En el centro, los cañones rusos detuvieron al grueso de las tropas francesas delante del Almá; el general François Certain de Canrobert solicitó a los británicos que avanzasen para atraer parte del fuego ruso que castigaba a sus hombres. 
Los británicos avanzaron al comienzo en formación cerrada, en la línea típica del siglo XVIII, pero el cruce del Almá desordenó las filas. Para evitar que los cañones rusos despedazasen a sus hombres, el general William John Codrington ordenó un asalto a estos; el contingente encargado de ello fue demasiado reducido y los rusos repelieron su acometida. La llegada de refuerzos les permitió a los británicos recobrarse a primera hora de la tarde, al tiempo que los franceses tomaban la posición del Estado Mayor ruso. A los rusos les sorprendió en particular la eficacia de los fusiles de ánima rayada y comenzaron a retirarse desordenadamente.
La persecución de los rusos les hubiese permitido a los coligados conquistar Sebastopol, que se encontraba a la sazón inerme. Los franco-británicos ignoraban sin embargo el caos que reinaba en las filas rusas; los oficiales franceses, que carecían de caballería y cuyos hombres habían dejado la impedimenta, se mostraron contrarios a acosar al enemigo en retirada y lord Raglan prefirió atender a los heridos. Los rusos, conscientes de la inferioridad de su flota respecto de la del enemigo, habían hundido algunas naves para bloquear el puerto de Sebastopol.
Sin el apoyo de la flota, los Aliados creyeron que un asalto frontal  desde el norte contra las fortificaciones rusas, que se creían sólidas, sería demasiado arriesgado y decidieron apostarse en el sur, donde podrían recibir suministros con facilidad desde el mar en las calas protegidas de Balaclava —los británicos— y Kamiesh —los franceses. Los soldados reanudaron el avance hacia el sur el 23 de septiembre; dos días más tarde rodearon Sebastopol y se apostaron en las colinas rocosas que rodeaban la ciudad a principios de octubre. Situados junto al mar, los Aliados gozaban de una sólida posición fortificada, pero no rodeaban por completo Sebastopol, que durante todo el asedio siguió recibiendo refuerzos y abastos desde el noreste.

### Balaclava

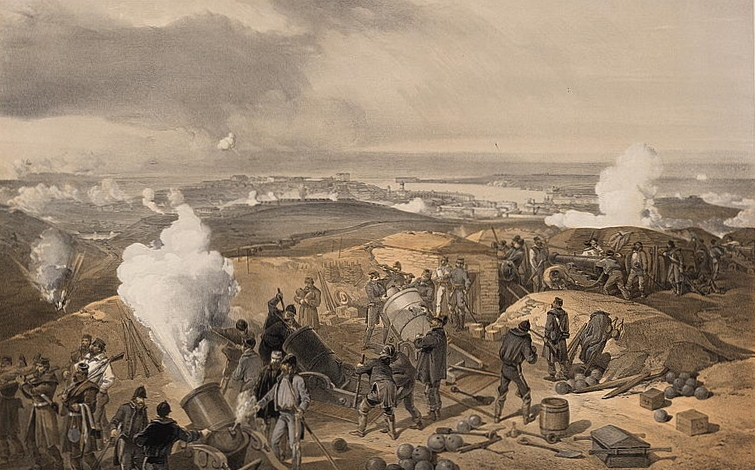
Artillería británica en acción durante el asedio de Sebastopol, obra de William Simpson.

Sebastopol era una ciudad de unos cuarenta mil habitantes con una guarnición de dieciocho mil soldados, la mayoría marinos de la flota. La entrada del puerto, situada al oeste, y este mismo contaban con sólidas defensas, a diferencia de la parte de tierra, que había sido menos fortificada porque se creía improbable que la ciudad fuese asaltada por ese lado. Las defensas del lado norte de la población no se habían remozado desde 1818, y el fuerte septentrional o de Severnaia, el principal bastión del sector, estaba en ruinas y carecía de cañones suficientes para repeler un ataque de importancia. 
Al sur, el acceso desde tierra contaba únicamente con la protección de un muro de piedra de dos metros de espesor y cuatro de altura, que no rodeaba completamente la ciudad y era vulnerable a los cañones modernos. Pese a las obras de mejora que se realizaron en el invierno de 1853-1854, el general Eduard Totleben, responsable de las defensas, creía que la ciudad estaba casi indefensa frente a cualquier asalto enemigo. Como Ménshikov se había refugiado en el norte de la península, tomó el mando de la plaza el almirante Vladímir Kornílov, que estaba al frente de la Flota del Mar Negro. Dada la precariedad de las defensas, Kornílov empleó en ella a todos los que podían participar, incluidos mujeres, niños y prisioneros de guerra, que trabajaron en la apertura de trincheras y la edificación de baluartes en los que se colocaron cañones traídos de los barcos de la flota. A pesar de la urgencia y la improvisación con las que se prepararon las defensas, estas impresionaron al enemigo cuando pudo inspeccionarlas detenidamente un año después.
Por su parte, los Aliados decidieron debilitar las defensas antes de acometerlas, aunque el izado de los cañones de los buques a las colinas desde las que se podía bombardear la ciudad fue una tarea ardua. Pese a todo, los sitiadores eran optimistas y contaban con rendir la plaza en unos pocos días. Al amanecer del 17 de octubre de 1854, ciento veinticinco cañones abrieron fuego contra la ciudad desde los alcores cercanos, al tiempo que la artillería de los buques bombardeaba las defensas costeras. Kornílov resultó herido de muerte mientras Sebastopol quedaba envuelta en una gran nube de humo. El bombardeo duró doce horas, pero apenas causó estragos. 
Por el lado del mar, los navíos no lograron acercase lo suficiente para infligir daños destacables a las fortificaciones rusas; sin blindaje metálico en el casco, los barcos solo podían desempeñar una labor de apoyo en el cerco. Los cañones de tierra tampoco causaron desperfectos relevantes, pues no tenían el calibre suficiente para lograrlo y estaban demasiado lejos de los blancos. Además, el fuego de contrabatería ruso fue muy preciso y destruyó uno de los principales depósitos de municiones francés. El 25 de octubre, el jefe militar francés François Certain de Canrobert —que había sucedido en el puesto hacía un mes a Armand Jacques Leroy de Saint-Arnaud, que había perecido de cólera— admitió que la conquista de la ciudad requeriría un largo y complicado asedio.

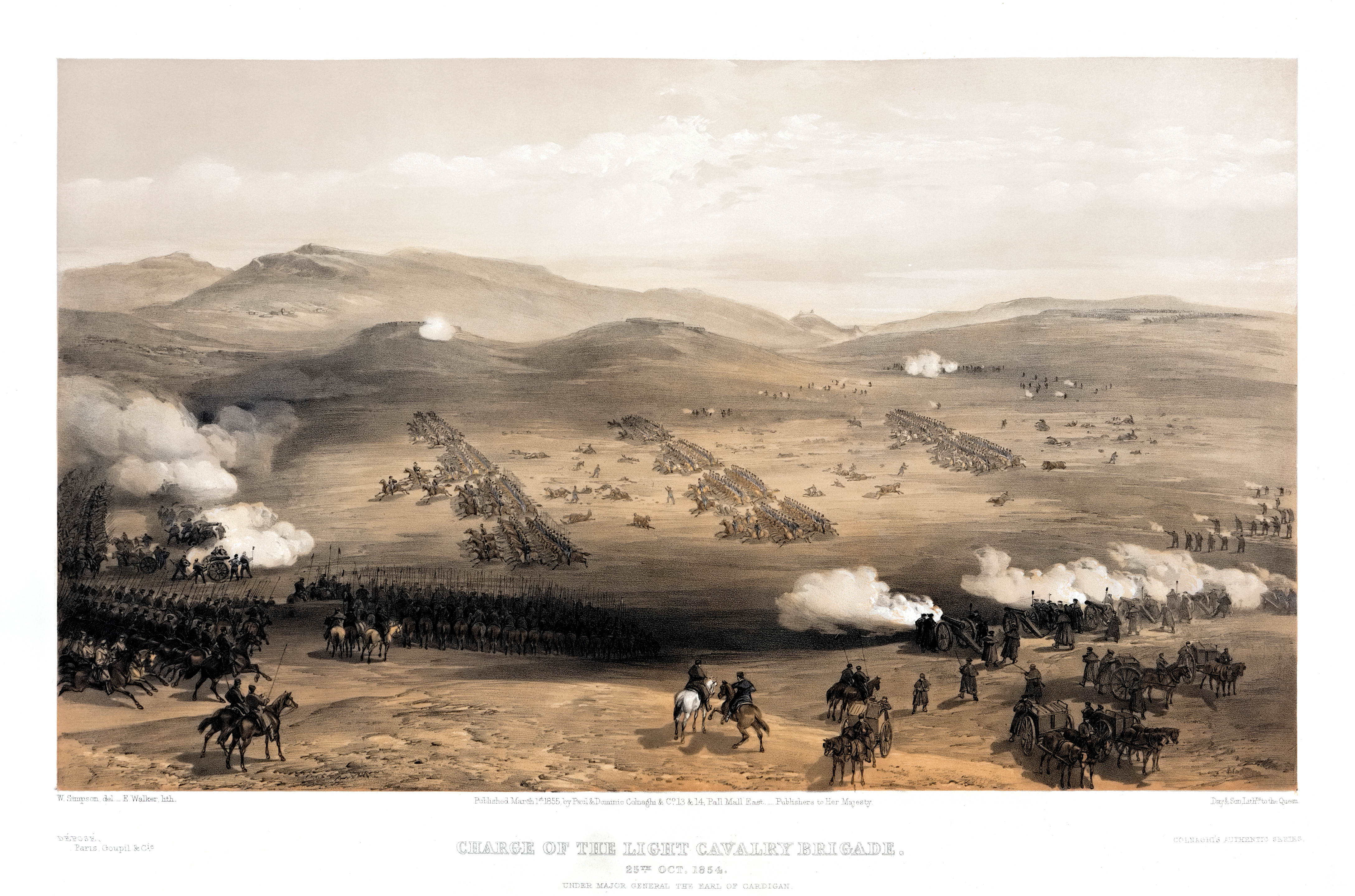
Grabado de William Simpson en el que se muestra la carga de la Brigada Ligera durante la batalla de Balaclava.

Tras haber resistido el primer bombardeo, los rusos decidieron tratar de quebrar el cerco de Sebastopol. Ménshikov había reagrupado a sus unidades y había recibido refuerzos desde el frente del Danubio al mando del general Pável Liprandi. Con unos veinticinco mil soldados en total, optó por acometer las defensas británicas en Balaclava, uno de los principales puntos de avituallamiento del enemigo. Este era consciente de la debilidad de su flanco oriental, pero carecía de tropas suficientes para proteger adecuadamente toda la línea; por ello Balaclava contaba apenas con cinco mil hombres para su defensa.
La mañana del 25 de octubre, los rusos asaltaron los reductos otomanos que protegían el norte de la bahía; después de apoderarse de él tras reñidos combates, se volvieron contra el 93.º Regimiento de Infantería británico que bloqueaba su acceso a la ciudad. Ante la amenaza de la caballería enemiga, el general de división Colin Campbell desplegó a sus cuatrocientos hombres en un delgada línea doble; esto desconcertó a los jinetes rusos, que temieron una celada de la infantería enemiga, pues esperaban que esta les hiciese frente en cuadro. La carga de cuatro escuadrones fue rechazada por las descargas de los infantes británicos. Cuando los rusos se aprestaban a realizar una nueva acometida con el grueso de sus fuerzas, les atacó a su vez la caballería ligera británica al mando de James Scarlett. Tras una confusa refriega que duró unos diez minutos, los rusos se retiraron, al tiempo que llegaban refuerzos de infantería británicos para reforzar las defensas del sector.

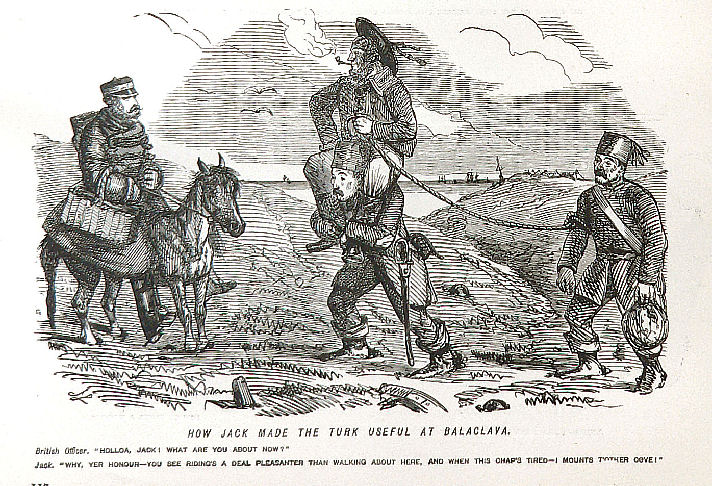
«Cómo ha vuelto útil Jack al turco»: los soldados británicos y franceses a menudo despreciaban a sus aliados otomanos.

Los rusos en retirada se llevaron, como observó lord Raglan, los cañones de los reductos que habían tomado en el ataque. Para evitar que fuesen empleados contra ellos o utilizados por la propaganda enemiga, ordenó a la brigada ligera de Lord Cardigan que los recuperase. Lo vago de la orden y los errores al transmitirla hicieron creer a Cardigan que Raglan deseaba que acometiese al grueso de fuerzas enemigas al fondo de una hondonada rodeada de colinas ocupadas por los rusos en la que se encontraban los cañones que mencionaba su superior.
Así, la brigada, con unos seiscientos sesenta jinetes, atravesó el kilómetro y medio de depresión bajo un nutrido fuego enemigo que provenía de tres direcciones, lo que no le impidió vencer a la caballería cosaca antes de retirarse. La carga de la Brigada Ligera le costó a la unidad doscientas bajas;
Pero, pese a la famosa cita del general Pierre Bosquet («Es magnífico, pero esto no es la guerra») y a la leyenda de un derrota gloriosa consagrada en el poema de Alfred Tennyson, el ataque resultó victorioso en cuanto que expulsó a los rusos del campo de batalla. Estos, no obstante, seguían controlando los reductos que dominaban Balaclava y amenazaban las vías de abastecimiento enemigas y utilizaron los cañones y otros objetos capturados en la batalla en un desfile celebrado en Sebastopol. Por su parte, los británicos culparon a los otomanos de la victoria inicial rusa y los trataron severísimamente hasta el final de la campaña.

### Inkerman

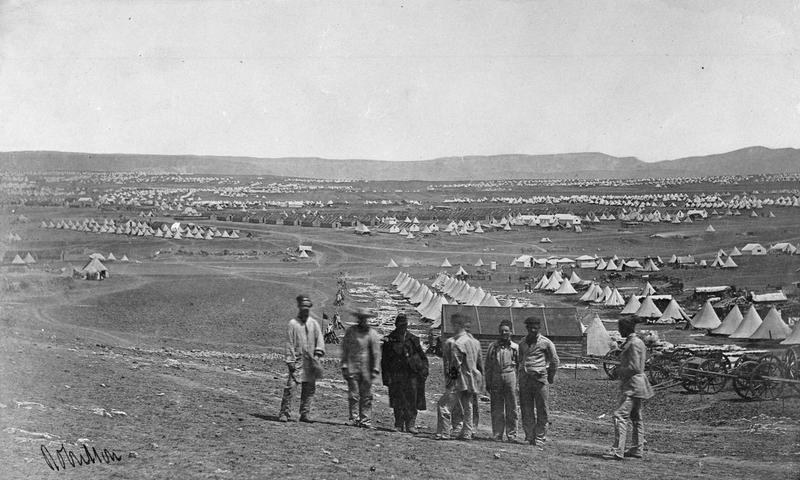
Campamento británico cerca de Balaklava.

Animados por el éxito del ataque a las líneas enemigas, los rusos decidieron emprender uno nuevo contra el flanco derecho británico situado en el monte Inkermán, que se alzaba junto al río Chórnaya, en un extremo del puerto. Si lograban apoderarse del monte, podrían colocar en él sus cañones y bombardear las líneas enemigas. Esto obligaría al enemigo a levantar el sitio y retirarse. La mañana del 26 de octubre, cinco mil soldados realizaron una salida desde Sebastopol y asaltaron pendiente arriba las posiciones británicas al mando del general George de Lacy Evans, que defendían dos mil seiscientos hombres. Detectados los rusos por los centinelas británicos, la artillería de estos los desbarató. Este revés evidenció pese a todo la fragilidad de las defensas británicas, que carecían de hombres suficientes. No solo los soldados eran exiguos para cubrir todo el sector, sino que además estaban agotados y casi no habían podido descansar desde que desembarcaron.
Según el plan ruso, el general Fiódor Soimónov debía hacer una salida desde Sebastopol la mañana del 5 de noviembre con diecinueve mil soldados y adueñarse de la loma de los Cosacos, bajo el monte Inkermán, con la ayuda de los dieciséis mil hombres del general Prokofi Pávlov, que debía acudir a la posición vadeando el Chórnaya. A continuación, los dos debían tomar las posiciones británicas mientras la caballería de Liprandi entretenía a las unidades francesas del general Bosquet más al sur. El plan exigía la coordinación de las distintas unidades participantes, que no se dio, en parte porque las copiosas lluvias habían embarrado el terreno y una niebla espesa lo cubría la mañana de la acometida, lo que complicaba los movimientos e impedía ver.
La escasa visibilidad favoreció en un principio a los rusos, pues les permitió acercarse a las posiciones enemigas sin ser vistos; la cercanía de los dos bandos anuló la ventaja del mayor alcance de los fusiles de ánima rayada del enemigo. En vez de evacuar la loma de los Cosacos y emplear la artillería para repeler a los rusos como se había hecho el 26 de octubre, el general John Lysaght Pennefather, que había sustituido al herido Lacy Evans, envió a sus hombres a detener a los asaltantes hasta que llegasen refuerzos. La lid en mitad de la niebla fue caótica, hubo abundantes bajas por fuego propio y las unidades se desordenaron. Durante el asalto pereció tanto Soimónov como sus dos coroneles, lo que acentuó el desorden en las unidades rusas.
Pese a la amenaza que suponía Liprandi, Bosquet decidió acudir en auxilio de los británicos, cada vez más acuciados por el embate ruso. El ataque de los zuavos sembró el pánico en las filas rusas, que se retiraron en desbandada bajo el fuego enemigo. La violencia de la lucha determinó que se tratase brutalmente a los heridos y a los prisioneros, como sucedió a lo largo de toda la contienda; un oficial británico informó de que «el enemigo parece gozar abatiendo a los pobres heridos que tratan de retirarse cojeando», mientras que uno de sus compatriotas mató a un cautivo simplemente porque le resultaba «pesado». Por el contrario, los prisioneros de guerra fueron bien tratados en general por los dos bandos tras terminar el conflicto.

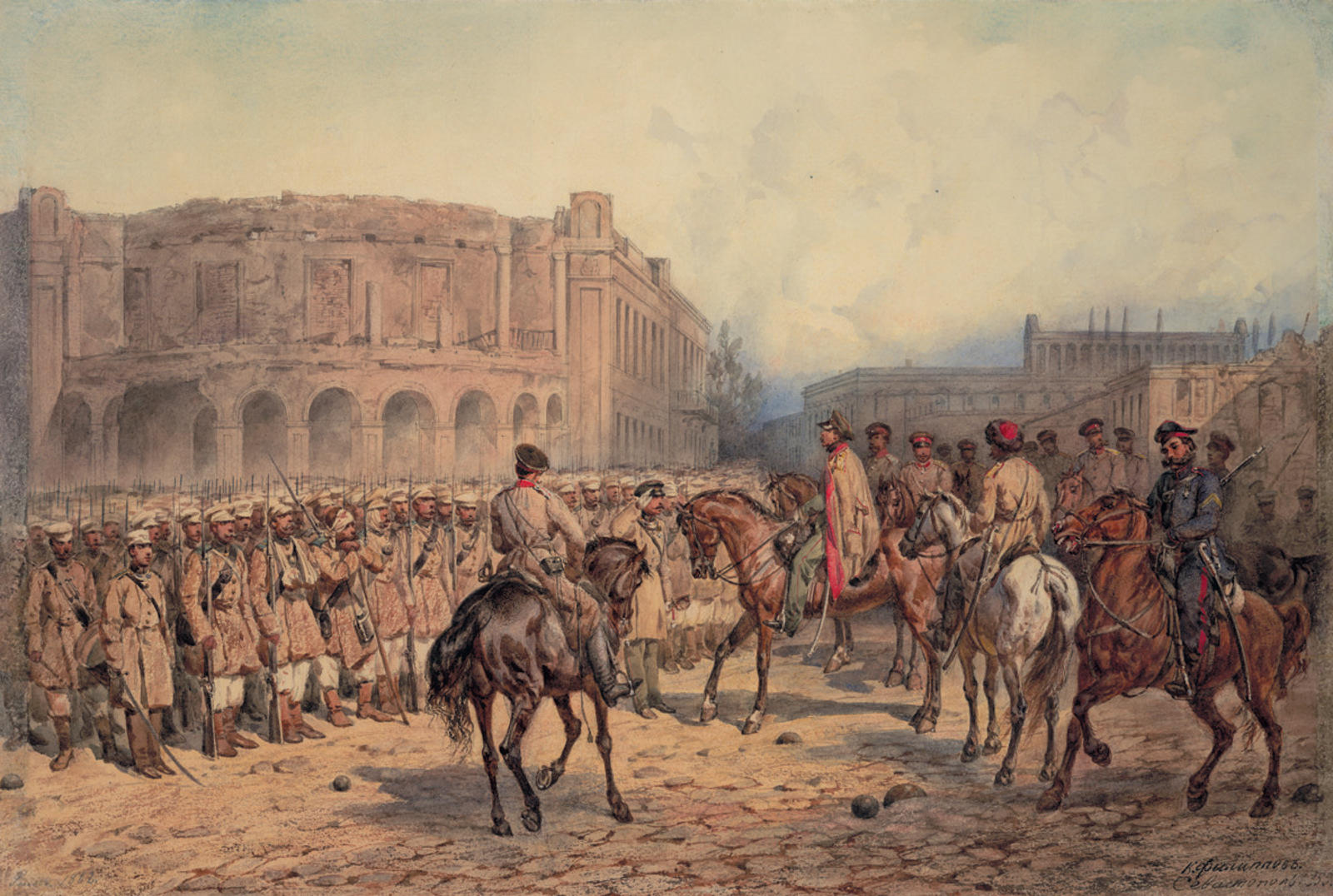
Tropas rusas en Sebastopol, cuadro de Konstantín Filíppov.

Pese a que la batalla apenas duró unas horas, los rusos tuvieron quince mil muertos y heridos; los británicos sufrieron dos mil seiscientos diez y los franceses, mil setecientos veintiséis. Para los rusos la batalla había supuesto un descalabro y Ménshikov sugirió que se evacuase Sebastopol, cuya caída creía ya inevitable, para poder defender mejor el resto de la península de Crimea. Pero el zar Nicolás se negó rotundamente; muy afectado por la derrota, comenzó a lamentar haber entrado en guerra.
Para el bando contrario, la victoria había resultado muy costosa en vidas y la opinión pública comenzó a considerar la carnicería de la guerra inaceptable; la prensa francesa comparó el choque a la batalla de Eylau de 1807 y el ministro de Asuntos Exteriores británico lord Clarendon escribió que el ejército no podría soportar otro «triunfo» así. La imposibilidad de asaltar la plaza rusa sin refuerzos iba a obligar a las unidades sitiadoras a pasar el invierno en Crimea, lo que desanimó a la tropa. Los soldados recordaban la campaña de Rusia de 1812, en la que las tropas habían carecido al igual que ellos de ropa de abrigo y de refugios adecuados para soportar el duro invierno ruso.

### Asedio invernal

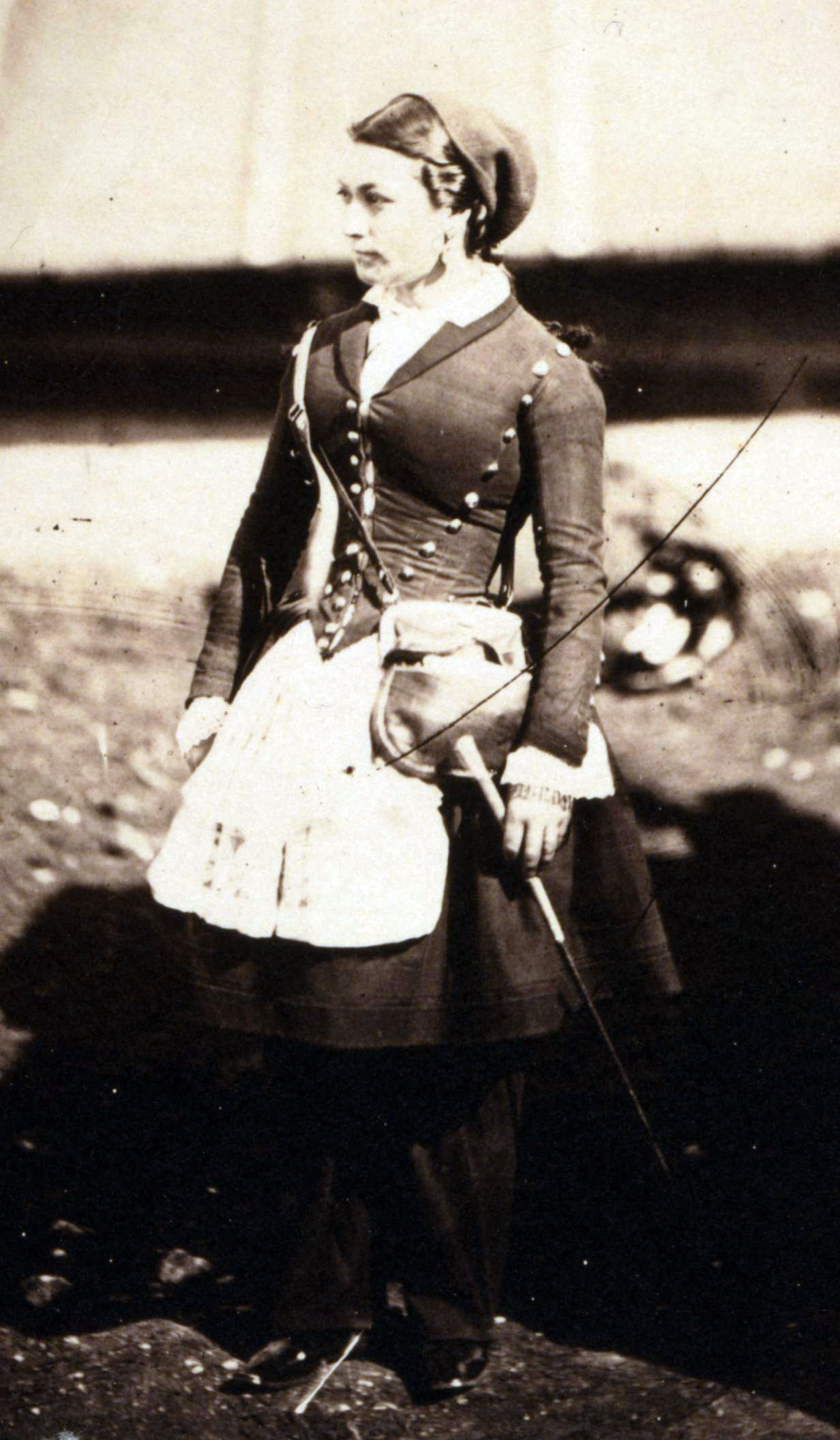
Cantinera francesa de un regimiento de zuavos.

La temperatura descendió notablemente durante la segunda semana de noviembre y una violenta tormenta azotó los campamentos de los sitiadores y hundió varios barcos, uno de los cuales transportaba uniformes de invierno. La lluvia, la nieve y el frío transformaron las trincheras y los caminos que llevaban de los puertos al frente en las colinas en barrizales; los caballos de tiro, exhaustos por la constante labor y carentes de suficiente forraje, morían en gran cantidad, lo que entorpecía el abastecimiento de las tropas. La situación supuso una prueba a la capacidad logística de los dos ejércitos; según el historiador Brison D. Gooch, los franceses la superaron con apuros, mientras que los británicos la suspendieron por completo.
Los soldados franceses habían recibido antes de partir a la campaña ropa de más abrigo que de la que disponían los británicos; sus tiendas y refugios gozaban de mejor aislamiento y estaban mejor diseñados. Además, disponían de cantinas que les permitían estar bien alimentados pese a tener raciones inferiores a las de los británicos quienes, sin embargo, tenían que preparar sus propias comidas. Además de que la logística británica era deficiente y permitía que los víveres y el material se acumulasen en el puerto de Balaclava y los alimentos en ocasiones se pudriesen, los soldados británicos era mayoritariamente de origen urbano y pobre y carecían del conocimiento y habilidad de los franceses, principalmente campesinos, para transformar casi cualquier objeto en alimento.
Los problemas británicos no se limitaban a la logística. Mientras que los soldados vivían en medio del barro y con frío, los oficiales disfrutaban de considerables comodidades: Lord Cardigan dormía en su yate privado y algunos de sus colegas pudieron pasar el invierno en Constantinopla. Esto contrastaba vivamente con la situación de los franceses, cuyos oficiales compartían en general las condiciones de vida de la tropa; el general Élie Frédéric Forey acusó por ello a su colega François Achille Bazaine de deserción y abandono del puesto por haber pasado la noche con su esposa. Todo esto acentuaba el desdén francés por sus aliados británicos, que se mostraban incapaces de adaptarse a las condiciones de combate en Crimea. En realidad, aunque mejor que la británica, la situación de los franceses no era perfecta; los soldados sufrían de escorbuto y la falta de ropa de abrigo adecuada hizo que se improvisase, tanto que los uniformes se volvían irreconocibles y a los oficiales en ocasiones solo se los distinguía porque portaban sable.

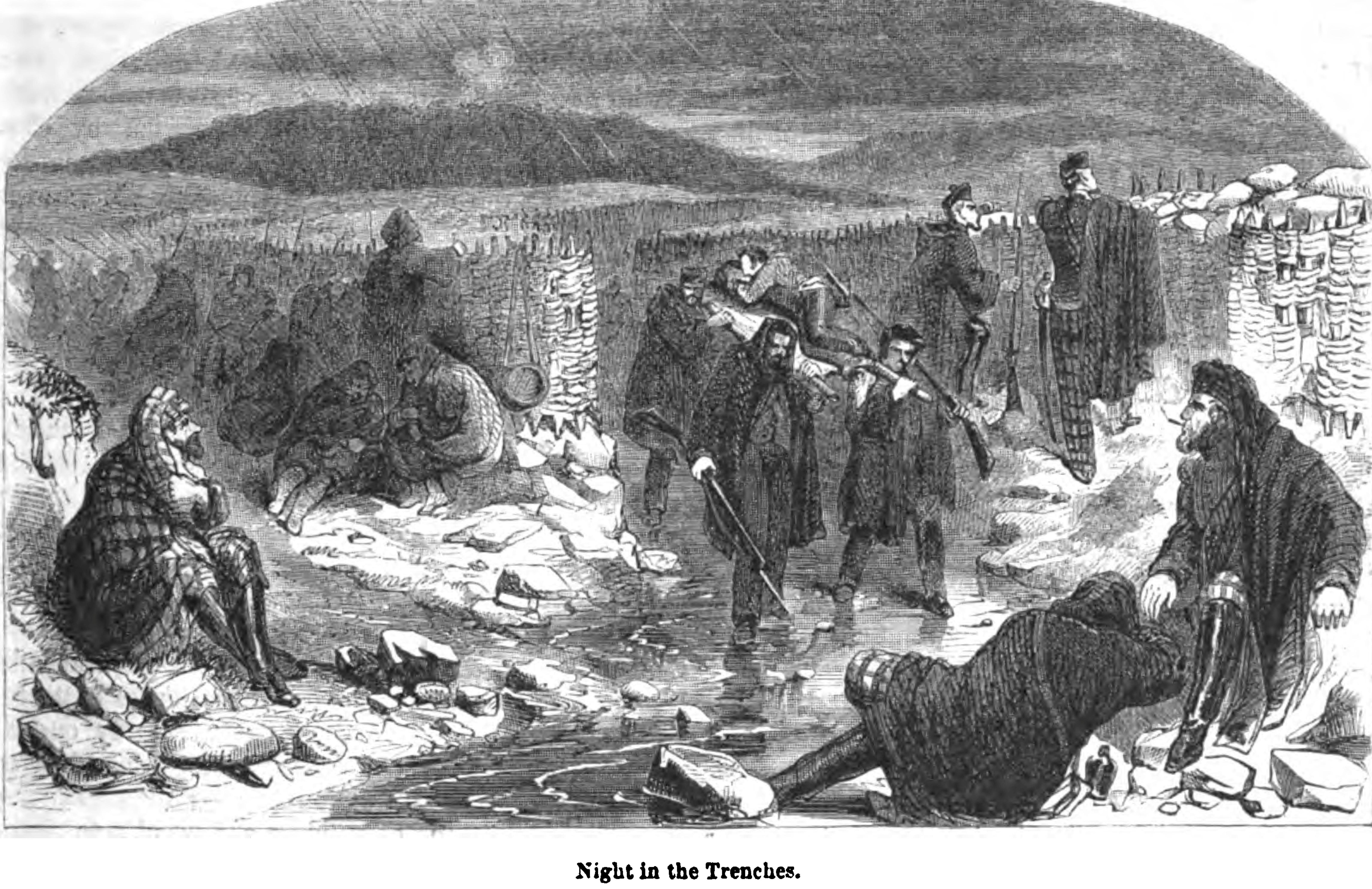
Las condiciones de vida de los soldados durante el asedio de Sebastopol fueron especialmente duras debido al clima de la región.

Las duras condiciones en las que vivían los soldados causaron pronto miles de bajas: Canrobert informó que 11 458 de sus hombres habían perecido de hambre, frío y enfermedades durante el invierno de 1854-1855; en enero de 1855, los británicos apenas contaban con 11 000 hombres en condiciones de combatir, la mitad de los disponibles dos meses antes. Según las órdenes de lord Raglan, que no deseaba que se acumulasen los heridos, a estos se los trasladaba en barco hasta Scutari, a las afueras de Constantinopla. 
Las condiciones de transporte en los buques, de por sí sobrecargados, eran espantosas y en torno a un tercio de los pasajeros no alcanzaba su destino. La situación en Scutari era también deplorable: los edificios que albergaban a los heridos estaban infestados de bichos y carecían de material y personal adecuados. La llegada de la enfermera Florence Nightingale en el otoño permitió mejorar la organización del hospital británico pero, pese a ello, durante el invierno de 1854-1855, fallecieron en él, sin haber sufrido la mayoría herida alguna en combate, entre cuatro y nueve mil soldados.

Soldados británicos transportando material de construcción durante el invierno de 1854-1855.

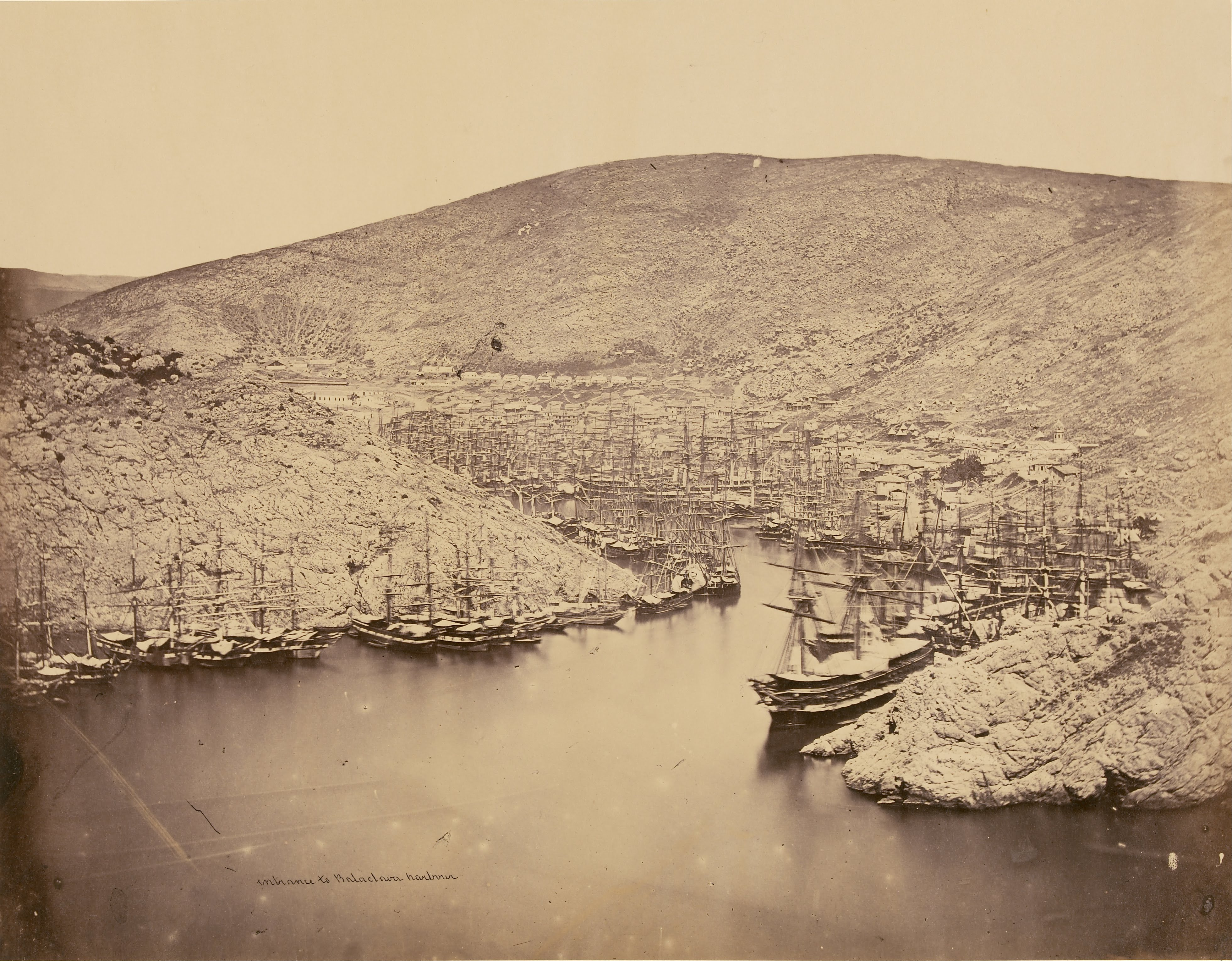
Puerto de Balaclava, que servía para abastecer a las tropas británicas en Crimea.

La situación de los rusos fue al principio mejor que la de los sitiadores, pues la ciudad gozaba de un abastecimiento suficiente y Sebastopol todavía no había sufrido estragos; los bombardeos posteriores, que destruyeron edificios e instalaciones, empeoraron la situación. El agua comenzó a escasear y los hospitales quedaron atestados de las víctimas de los combates y del cólera. A su llegada primero a Crimea y luego a Sebastopol en enero de 1855, el cirujano militar Nikolái Pirogov quedó asombrado por la incompetencia de los médicos que operaban sin preocuparse de la higiene y por el abandono habitual de los heridos.
En consecuencia, implantó de inmediato un sistema de clasificación de los enfermos, aumentó el uso de la anestesia, obligó a respetar las normas de higiene e inventó nuevos métodos de amputación, más rápidos y menos peligrosos para el paciente. Estas mejoras acrecentaron el número de enfermos que se reponían; para aquellos que sufrían la amputación de la pierna a la altura del muslo, el porcentaje de supervivientes subió al 25 %, casi tres veces superior al del enemigo, que empleaba mucho menos la anestesia en las operaciones.
Al contrario de lo que había sucedido en guerras anteriores, la opinión pública francesa y británica estaba al tanto de lo que acontecía en el frente gracias a los periódicos, que informaban de la situación a diario. Las informaciones se completaban con litografías y fotografías, como las de Roger Fenton y James Robertson, que fascinaban a los lectores por su realismo. Las técnicas de la época como el colodión húmedo eran rudimentarias y requerían un tiempo de exposición de casi veinte segundos, pero la guerra de Crimea era la primera en la que se realizaban fotografías.
La mejor información que recibía el público se debía también al desarrollo del barco de vapor y del telégrafo, que aceleraban la transmisión de información y permitieron la aparición de los corresponsales de guerra, que podían evitar la censura. Los artículos de William Howard Russell para el Times de Londres, por ejemplo, contradecían los partes oficiales y ponían en evidencia al mando recalcando su incompetencia y describiendo las condiciones de vida de la tropa. Las críticas por la dirección de la guerra originaron la caída del Gobierno de lord Aberdeen en enero de 1855 y su sustitución por otro presidido por lord Palmerston. La prensa francesa estaba mejor controlada por el Gobierno, pero en ella también existían críticos que exigían el fin del conflicto, que no gozaba de las simpatías de la población.
Pese al debilitamiento de las tropas aliadas, los problemas logísticos también aquejaban a los rusos y les impedían organizar una ofensiva de importancia. Sin dominar el mar y sin ferrocarriles, tenían que transportar los abastos en carro por los caminos embarrados o cubiertos de nieve del sur de Rusia, por los que en ocasiones apenas se podían recorrer seis kilómetros al día. Para evitar que el enemigo se apoderase del istmo de Perekop que une la península de Crimea al continente, Nicolás I ordenó atacar Eupatoria, que defendían unos veinte mil otomanos al mando de Omar Bajá. 
La acometida se realizó el 17 de febrero, con diecinueve mil soldados y acabó en una grave derrota y en la pérdida de mil quinientos hombres. El descalabro quebró la salud del zar que, debilitado y desilusionado, contrajo una neumonía aguda y falleció el 2 de marzo. El fallecimiento de Nicolás hizo albergar pasajeras esperanzas de que el conflicto acabase, pero el nuevo monarca,  Alejandro II se encargó de frustrarlas, declarando que no aceptaría la derrota rusa en la contienda.

### Primavera de 1855

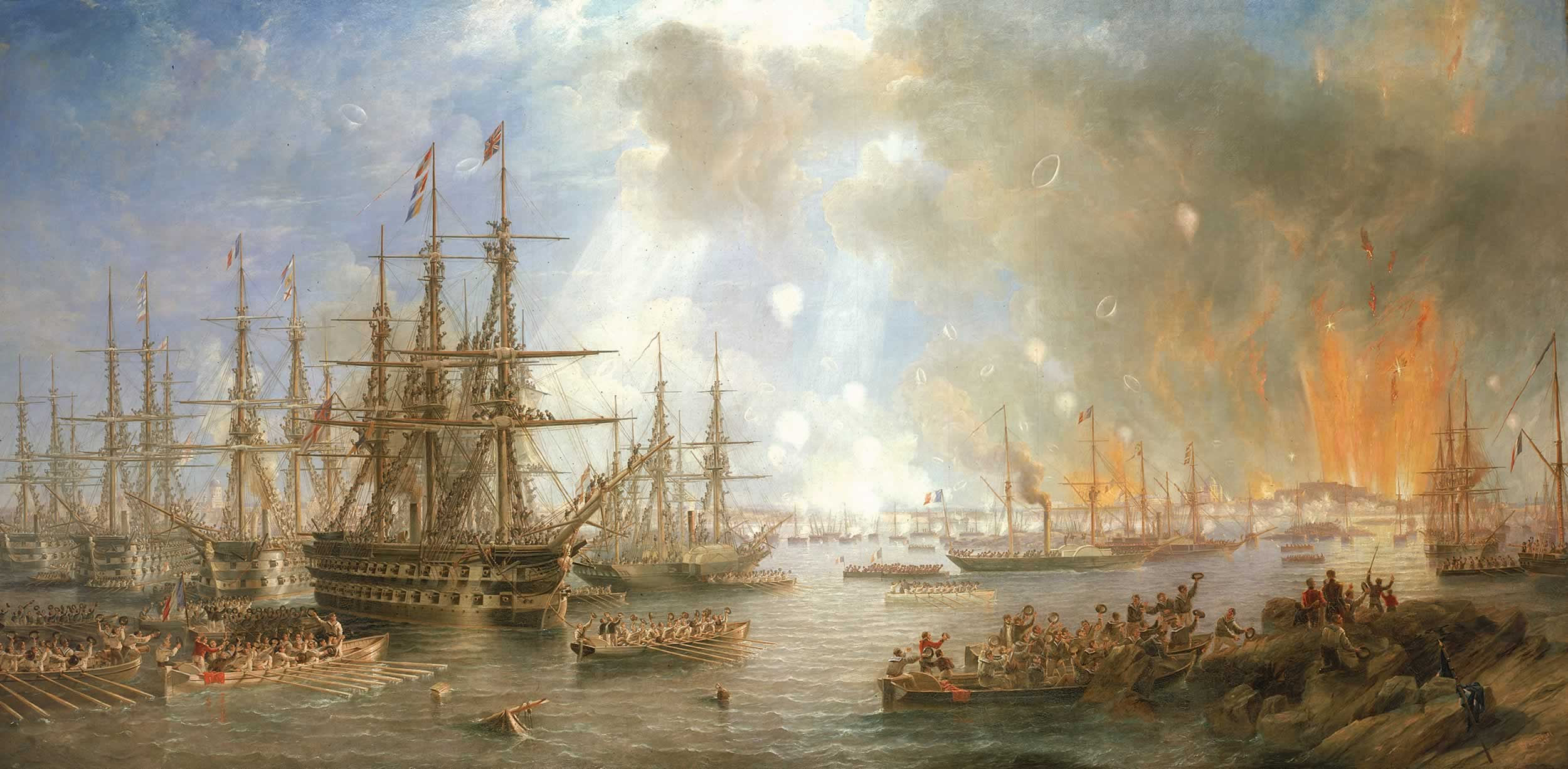
Bombardeo de Sveaborg, en el mar Báltico, por la flota franco-británica en agosto de 1855.

En enero de 1855, se unió a los Aliados el reino de Cerdeña: quince mil soldados al mando del general Alfonso La Marmora llegaron a Crimea en mayo. La alianza, deseada por el primer ministro Camillo Cavour, debía favorecer la causa de la unidad italiana ante las potencias occidentales y mejorar la posición del país frente al Imperio austriaco, que dominaba el norte de la península itálica. Además, los británicos reclutaron unos siete mil mercenarios alemanes y suizos que, sin embargo, llegaron demasiado tarde a Crimea para poder participar en los combates. En el bando contrario, los rusos integraron en sus fuerzas una legión de voluntarios griegos, con un millar de hombres, en 1854; esta sí tomó parte en las operaciones en torno a Sebastopol.
Con la llegada de la primavera, los Aliados comenzaron a estudiar nuevas operaciones contra Rusia. Los británicos deseaban al principio atacar en el Cáucaso, donde la situación militar estaba estancada y a cuyas tribus llevaban entregando armas desde 1853. Les preocupaba, empero, el fanatismo religioso de Shamil y la posibilidad de que los otomanos aprovechasen la situación para aumentar su influencia en la región.
En el Báltico, por el contrario, un ataque contra San Petersburgo podría llevar a que Suecia declarase la guerra a Rusia. Por ello, la flota franco-británica al mando del almirante Charles-Eugène Pénaud emprendió el bombardeo de Sveaborg en junio, al que casi no causó daños. Los rusos habían reforzado tanto la flota como las defensas de Kronstadt con minas, lo que hacía improbable que el enemigo pudiese acercarse a la capital rusa. Por ello los Aliados se contentaron con bloquear las costas; las operaciones en el Báltico, pese a su escasa trascendencia, preocupaban a los rusos, que no se atrevieron a enviar a Crimea las abundantes unidades apostadas en la zona de la capital.

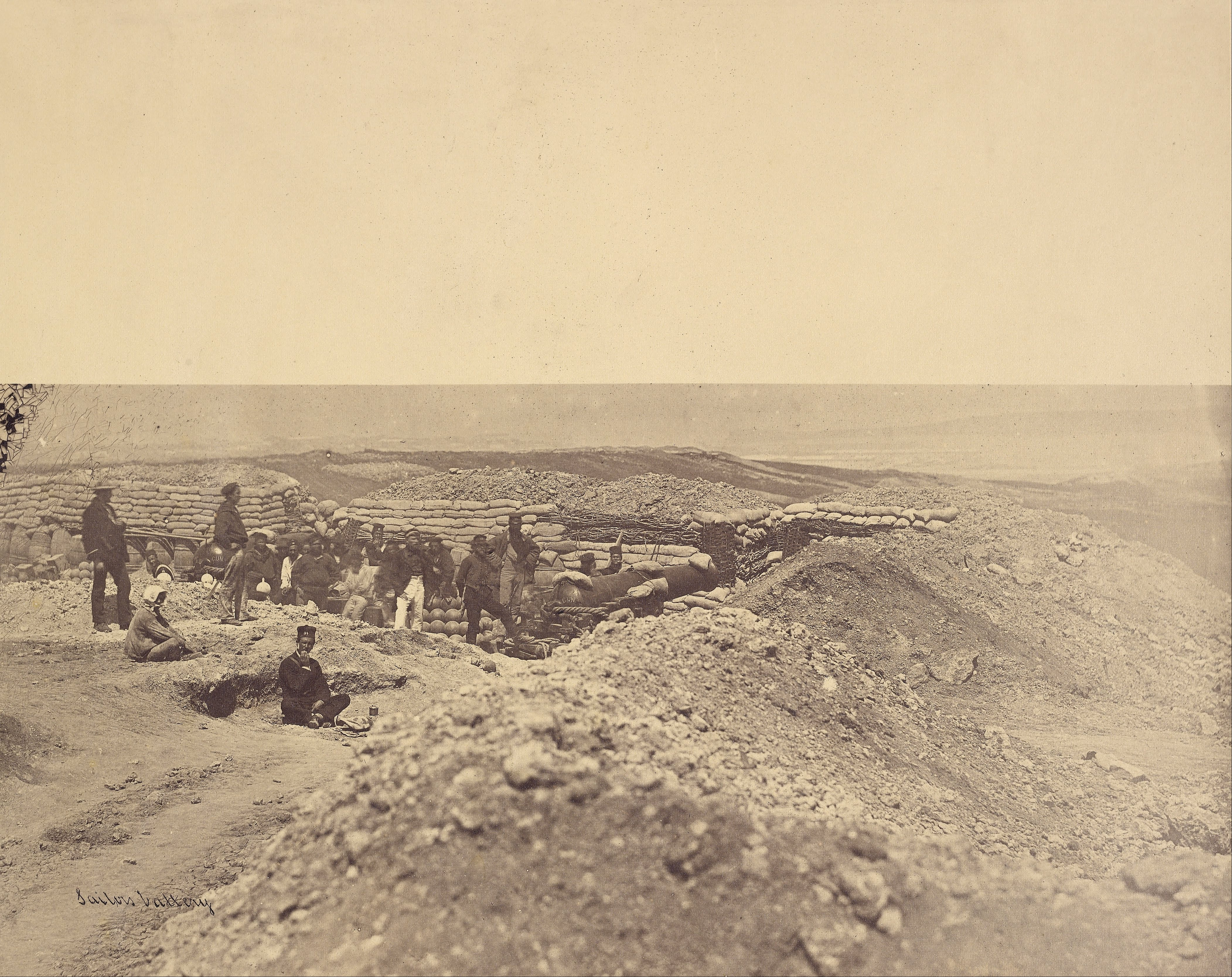
Puesto de artillería británico, fotografiado por James Robertson.

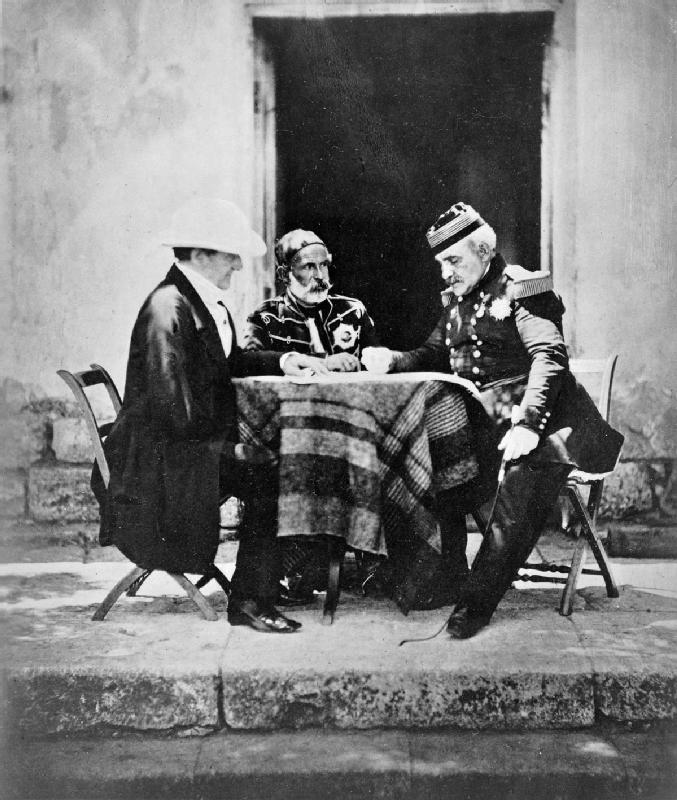
Los jefes aliados del sitio de Sebastopol. De izquierda a derecha: lord Raglan, Omar Bajá y Aimable Pélissier.

Los dos bandos seguían reforzando sus posiciones en Sebastopol; según el historiador Orlando Figes, entre ambos cavaron cerca de ciento veinte kilómetros de trincheras en los once meses que duró el asedio. Aparte de cierto número de escaramuzas y de incursiones de diversa importancia, el frente estuvo fundamentalmente estable y en calma durante los primeros meses de 1855; el cerco se tornó en rutina monótona que incluyó incluso algunos episodios de fraternización entre los dos bandos.
Para pasar el tiempo, los soldados cantaban, jugaban a los naipes, organizaban carreras hípicas y obras teatrales, además de darse a la bebida; 5546 soldados británicos, un 15 % del total, pasaron por tribunales militares por delitos cometidos en estado de embriaguez. El advenimiento de la primavera y el aumento de la temperatura mejoró el ánimo de la tropa; las carencias logísticas británicas se solucionaron en parte merced a la llegada de comerciantes privados como Mary Seacole, que vendían, aunque a precios desorbitados, todo lo que necesitaban los soldados La comunicación con el oeste de Europa se aceleró notablemente con el tendido de una línea telegráfica entre Bucarest y Varna en enero y entre esta y Crimea en abril; si antes un mensaje tardaba varios días en transmitirse de Crimea al Reino Unido o Francia, a finales de la primavera apenas necesitaba unas horas.
Además los británicos construyeron un ferrocarril de unos diez kilómetros entre Balaclava y los alcores en torno a Sebastopol. Este facilitaba la tarea de abastecer al ejército; los vagones, tirados por máquinas o caballos transportaban diariamente varias decenas de toneladas de víveres y munición. La línea servía asimismo para evacuar a los heridos y se considera que el primer tren hospitalario de la historia fue el que circuló por esta vía el 2 de abril.
La conclusión de las obras del ferrocarril a finales de marzo llegó justo a tiempo para servir para un nuevo bombardeo de las posiciones rusas, que empezó el 9  de abril, Lunes de Pascua. Durante seis días, los aliados lanzaron cerca de ciento sesenta mil proyectiles contra Sebastopol, que causaron 4712 bajas entre muertos y heridos a los defensores. Los rusos replicaron lanzando más de ochenta mil balas y tratando de restaurar a toda prisa las defensas dañadas por el bombardeo enemigo, ya que esperaban que este las embistiese en cualquier momento.
Finalmente, los Aliados no realizaron asalto alguno, pues no pudieron ponerse de acuerdo sobre la estrategia. Canrobert propuso ocupar toda Crimea para cerrar el cerco de Sebastopol. Esta operación tenía la ventaja de aprovechar la superioridad de la infantería y de su armamento como había ocurrido en las batallas del Almá e Inkerman. Lord Raglan, sin embargo, se opuso, pues creía que Sebastopol estaba a punto de caer y que la ofensiva propuesta por su homólogo francés debilitaría en exceso el cerco y permitiría que los sitiados hiciesen una salida contra los sitiadores. En consecuencia, se descartó el plan francés, lo que causó un intenso disgusto; los rusos, por su parte, se asombraron que el enemigo no intentase siquiera de cortarles las rutas de suministro que pasaban por el istmo de Perekop.
Decepcionado por lo que consideraba falta de colaboración de los británicos y aislado en el seno de su propio Estado Mayor, Canrobert entregó el mando de las unidades francesas a Aimable Pélissier el 16 de mayo. Pélissier tenía fama de hombre firme y estaba decidido a tomar Sebastopol; para ello, preparó un ataque contra las posiciones sudorientales rusas. Los franceses conquistarían la colina Verde, un alcor fortificado con un reducto, situado extramuros de la ciudad y que protegía la torre de Malájov y su fuerte de ciento cincuenta metros de ancho y trescientos cincuenta de profundidad que dominaba el puerto de Sebastopol. El objetivo de los británicos eran las canteras, que contaban con su propio reducto que protegía a su vez el baluarte principal de la muralla de la ciudad.

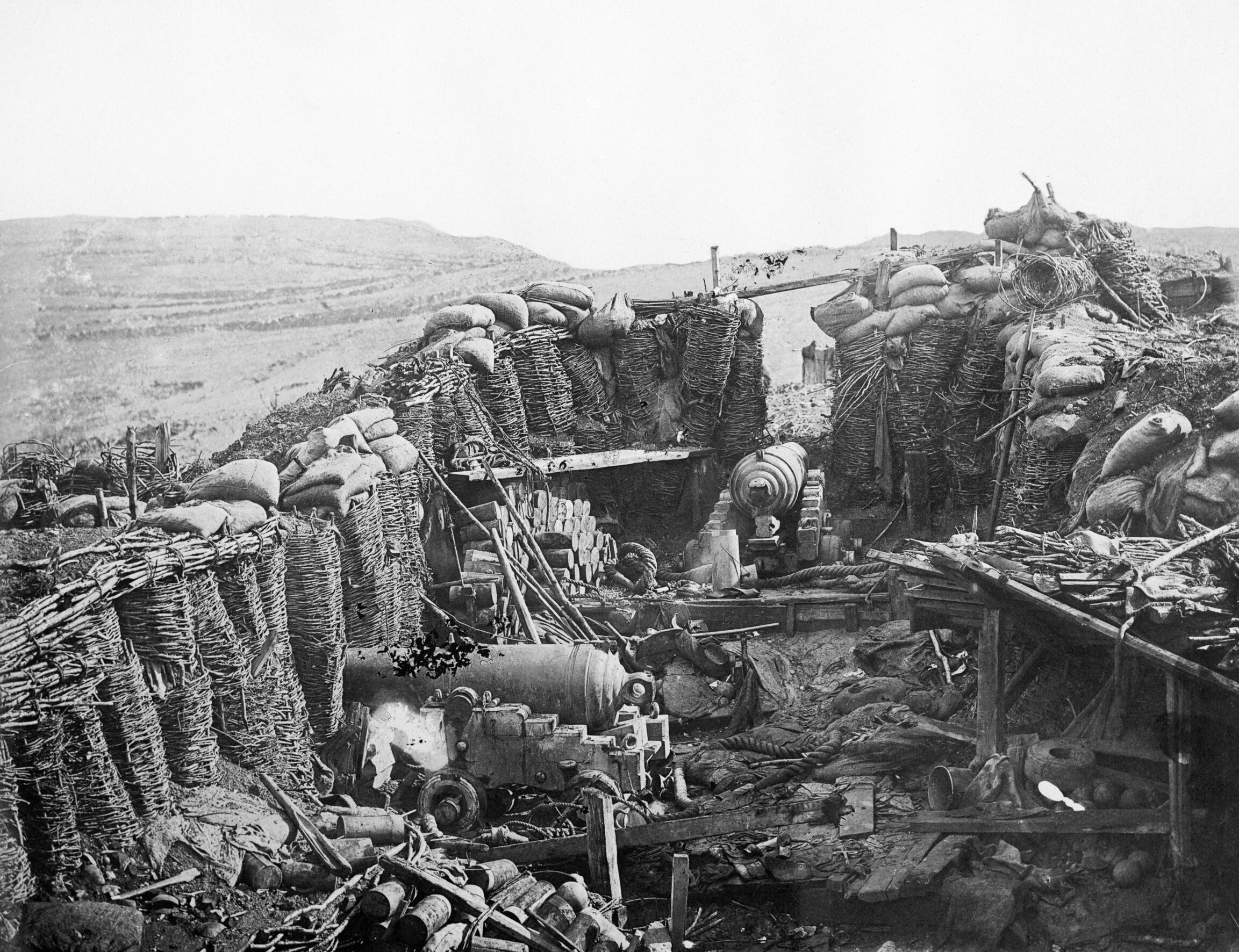
Interior de uno de los 7 reductos principales de la muralla de Sebastopol, en ruinas tras la caída de la plaza.

El ataque franco-británico comenzó el 7 de junio, tras unos bombardeos que duraron un día entero. Con los zuavos en vanguardia, la infantería francesa tomó al asalto la colina Verde, pese al intenso fuego  de los defensores y trató de escalar los muros del reducto ruso. En el interior se luchó cuerpo a cuerpo y la posición cambió de manos en varias ocasiones a lo largo del día. Los británicos, por su parte, tuvieron dificultades similares en las canteras; la mañana del 8 de junio, tras repeler un último contraataque ruso, los Aliados se hicieron con las dos posiciones en disputa.
Los ataques costaron varios miles de bajas a los dos bandos; la acometida contra Malájov y el baluarte principal de la muralla parecía que costaría muchas más. El asalto a estas posiciones requería recorrer varios cientos de metros en descubierta en un terrero complicado antes de poder lanzar las escalas sobre los muros de las fortificaciones rusas, vencer la resistencia de los defensores y repeler los posibles contraataques; el mando francés calculaba que la mitad de los atacantes perdería la vida antes incluso de alcanzar las posiciones rusas.
La mañana del 18 de junio, las oleadas de infantes franceses y británicos que atacaron Malájov y el baluarte principal de la muralla fueron diezmadas por los rusos, que habían previsto la embestida del enemigo. El asalto se transformó pronto en carnicería: los británicos perdieron en él mil hombres y los franceses, seis mil. Afectado de por sí por las críticas a su gestión de la campaña y enfermo de disentería, Raglan se sumió en una depresión tras la derrota y falleció de cólera el 28 de junio; tomó el mando en su lugar William John Codrington.
Tras el fracaso de los asaltos a Malájov y al baluarte principal, el asedio siguió su curso con una serie de duelos artilleros y con la continuación de las obras de preparación del cerco; el desánimo cundió en la tropa que sitiaba la ciudad, que temía tener que pasar un segundo invierno en Crimea. El agotamiento causó lo que los soldados llamaban «locura de las trincheras» y luego se denominó trastorno por estrés postraumático. La situación de los setenta y cinco mil rusos sitiados por cien mil franceses, cuarenta y cinco mil británicos, quince mil sardos y siete mil otomanos no era mejor que la de estos.
A finales de la primavera, los Aliados atacaron y ocuparon pasajeramente el estrecho de Kerch, al este de Crimea, donde había importantes almacenes rusos de víveres y munición. Esto perjudicó gravemente a los defensores de Sebastopol: los artilleros rusos recibieron orden de no disparar más que un proyectil por cada uno de los que emplease el enemigo y las raciones se redujeron a la mitad. La pérdida de los dos principales jefes de la plaza, Totleben —herido de gravedad en un bombardeo el 22 de junio— y Najímov —herido mortalmente de bala el 28 de junio—, minó también el ánimo de los soldados rusos. En estas condiciones, creció notablemente el número de deserciones, que alcanzó la veintena diaria, y las autoridades comenzaron a castigar brutalmente cualquier conato de motín.

### Malájov Kurgán

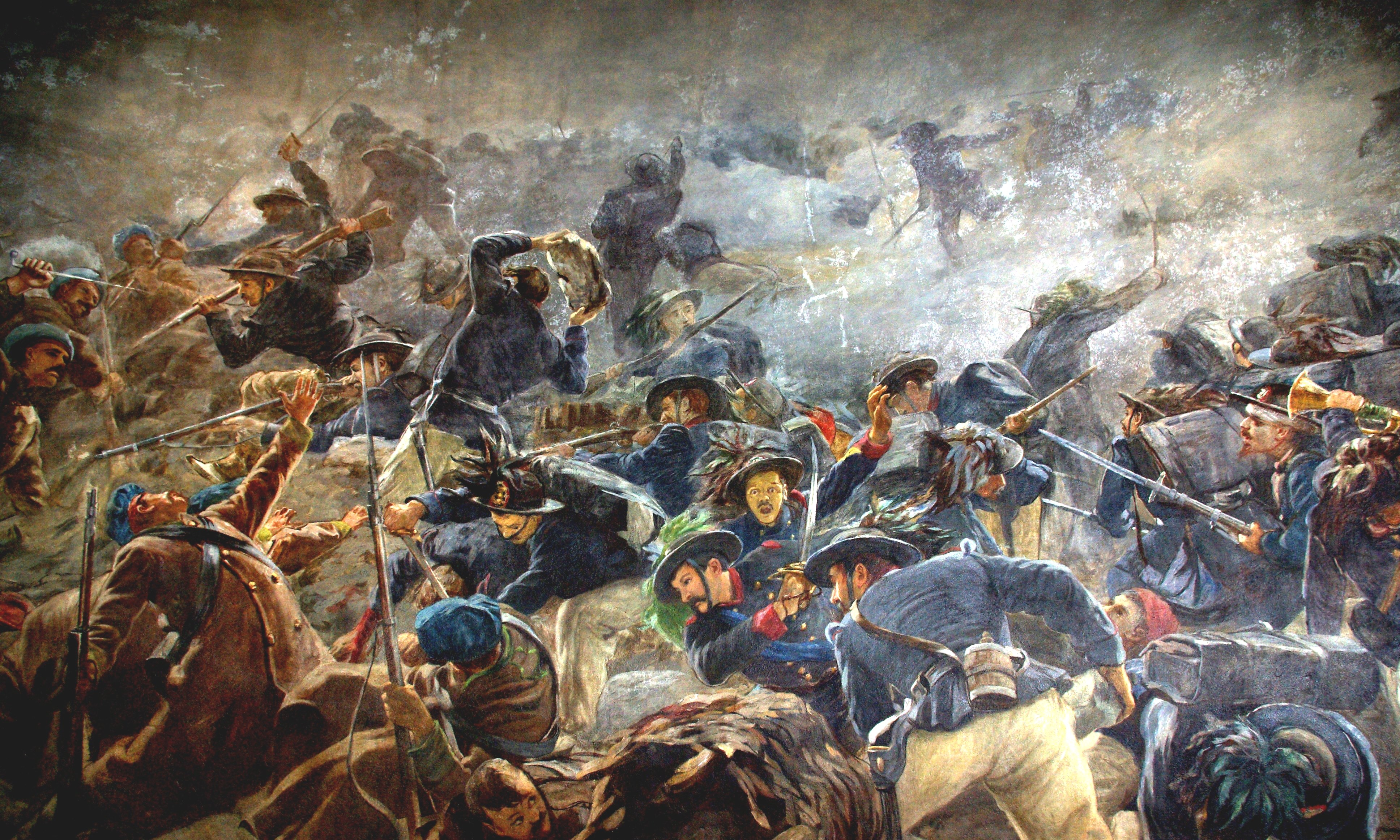
Bersaglieri sardos durante la Batalla del río Chórnaya, el 17 de agosto de 1855.

Como era palmario que Sebastopol no podría aguantar mucho más el asedio, Alejandro II ordenó que se acometiese un último intento de socorro de la ciudad. El general Mijaíl Gorchakov, que había sustituido a Ménshikov después del fracaso de este en Eupatoria en enero, obedeció la orden pese a que no creía poder quebrar las líneas enemigas; atacó las franco-sardas situadas al sureste, a lo largo del río Chiórnaya para tratar de privar al enemigo de parte de su suministro de agua y de amenazar su flanco oriental.
Aprovechando la niebla matinal, el 17 de agosto, cincuenta y ocho mil soldados rusos marcharon hacia el puente de Traktir que cruzaba el río, pero la mala coordinación entre las unidades y la bisoñez de la tropa hicieron fracasar pronto la maniobra. Sin apoyo de la artillería ni de la caballería, la infantería rusa fue diezmada por el fuego enemigo; aunque los rusos lograron tomar las primeras líneas francesas, el ataque fracasó. Para cuando Gorchakov ordenó la retirada hacia las diez de la mañana, los rusos habían tenido 2273 muertos, 4000 heridos y más de 1800 desaparecidos —la mayoría eran desertores que habían aprovechado el caos para huir—; por su parte, los Aliados perdieron mil ochocientos de un total de dieciocho mil soldados franceses y nueve mil sardos. La batalla del río Chórnaya selló el destino de Sebastopol, que los rusos se aprestaron a evacuar; para ello dispusieron un puente flotante de novecientos sesenta metros que cruzaba el puerto y que quedó terminado el 27 de agosto.

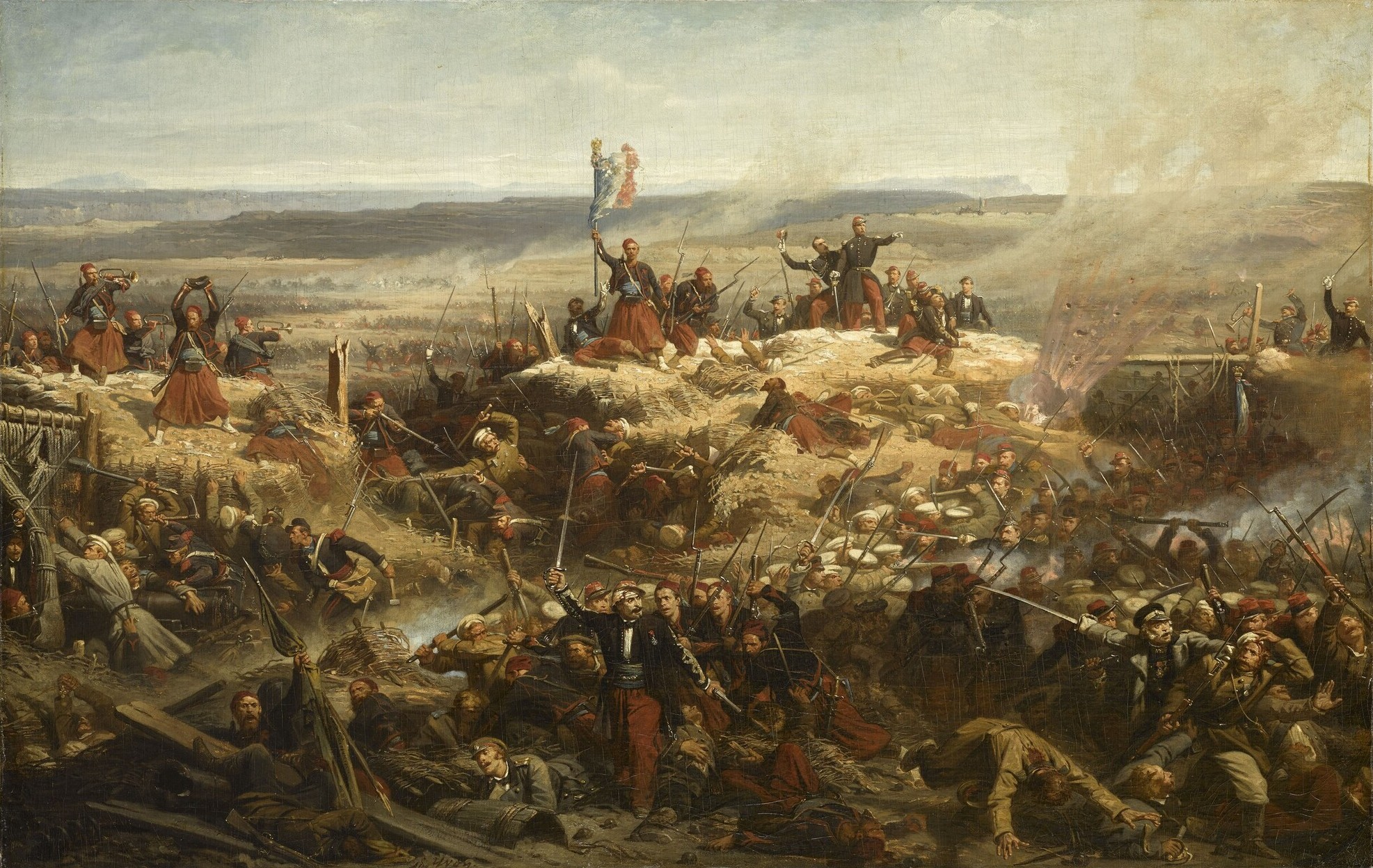
Asalto de los zuavos del general Patrice de Mac Mahon a la fortaleza de Malájov el 8 de septiembre de 1855.

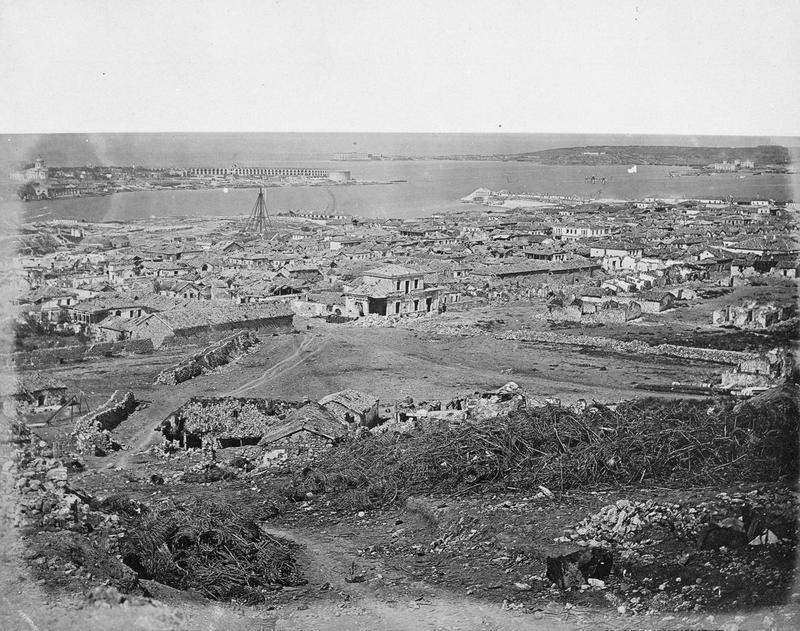
Sebastopol visto desde el Malájov Kurgán

La victoria del 17 de agosto aumentó la esperanza de los Aliados de conquistar Sebastopol antes de que llegase el invierno. Durante el verano, los franceses habían logrado, a costa de grandes pérdidas, acercar sus trincheras a unas decenas de metros de Malájov, mientras que el sector británico, más rocoso, aún se hallaba a varios cientos de metros del fortín. A diferencia del infructuoso asalto del 18 de junio, al del 8 de septiembre le precedió un intenso bombardeo en el que se dispararon quince mil obuses en tres días. El efectivo dispuesto para el ataque contaba con tres veces más tropas, unos treinta y cinco mil soldados, y el asalto comenzó a mediodía y no al alba, lo que sorprendió a los rusos.
A la hora prevista, nueve mil soldados de la división del general Patrice de Mac Mahon abandonaron las trincheras y comenzaron a escalar los muros de la fortaleza; un soldado ruso que observaba desde el baluarte principal escribió luego que «los franceses alcanzaron el Malájov incluso antes de que los nuestros pudiesen echar mano de las armas». La guarnición huyó, pero los rusos organizaron pronto un impetuoso contraataque. La lucha cuerpo a cuerpo se prolongó casi tres horas y las posiciones cambiaron varias veces de manos. La superioridad numérica francesa resultó finalmente determinante y los franceses se apoderaron del reducto, cuyas defensas reforzaron a toda prisa.
Mientras, los británicos habían esperado ver izarse la bandera francesa sobre Malájov antes de lanzarse a la toma del baluarte principal de la muralla de Sebastopol. Aunque habían perdido el apoyo de la fortificación vecina, los rusos habían tenido tiempo de reagruparse y de recibir refuerzos. Por ello, los británicos que llegaron a los pies de los muros no lograron conquistarlos, lo que desató el pánico entre sus filas. El general Codrington decidió que no valía la pena enviar contra los rusos a las unidades de reclutas que guardaba en reserva y dejó para el día siguiente el nuevo asalto a la muralla, que deseaba abordar con tropas veteranas. Los combates del 8 de septiembre dejaron siete mil quinientos muertos y heridos en las filas francesas, dos mil quinientos en las británicas y trece mil en las rusas.
Gorchakov desechó realizar un nuevo ataque y decidió evacuar la orilla sur de Sebastopol dado que la artillería francesa apostada en Malájov podía alcanzar cualquier punto de la ciudad y destruir el puente flotante. La evacuación duró toda la noche y a la mañana siguiente los defensores prendieron un incendio que duró tres días. Los Aliados entraron por fin en la ciudad el 12 de septiembre; los rusos habían dejado tras de sí varios millares de heridos que no pudieron mover. Los conquistadores se dedicaron al pillaje de las ruinas.

## Tratado de París

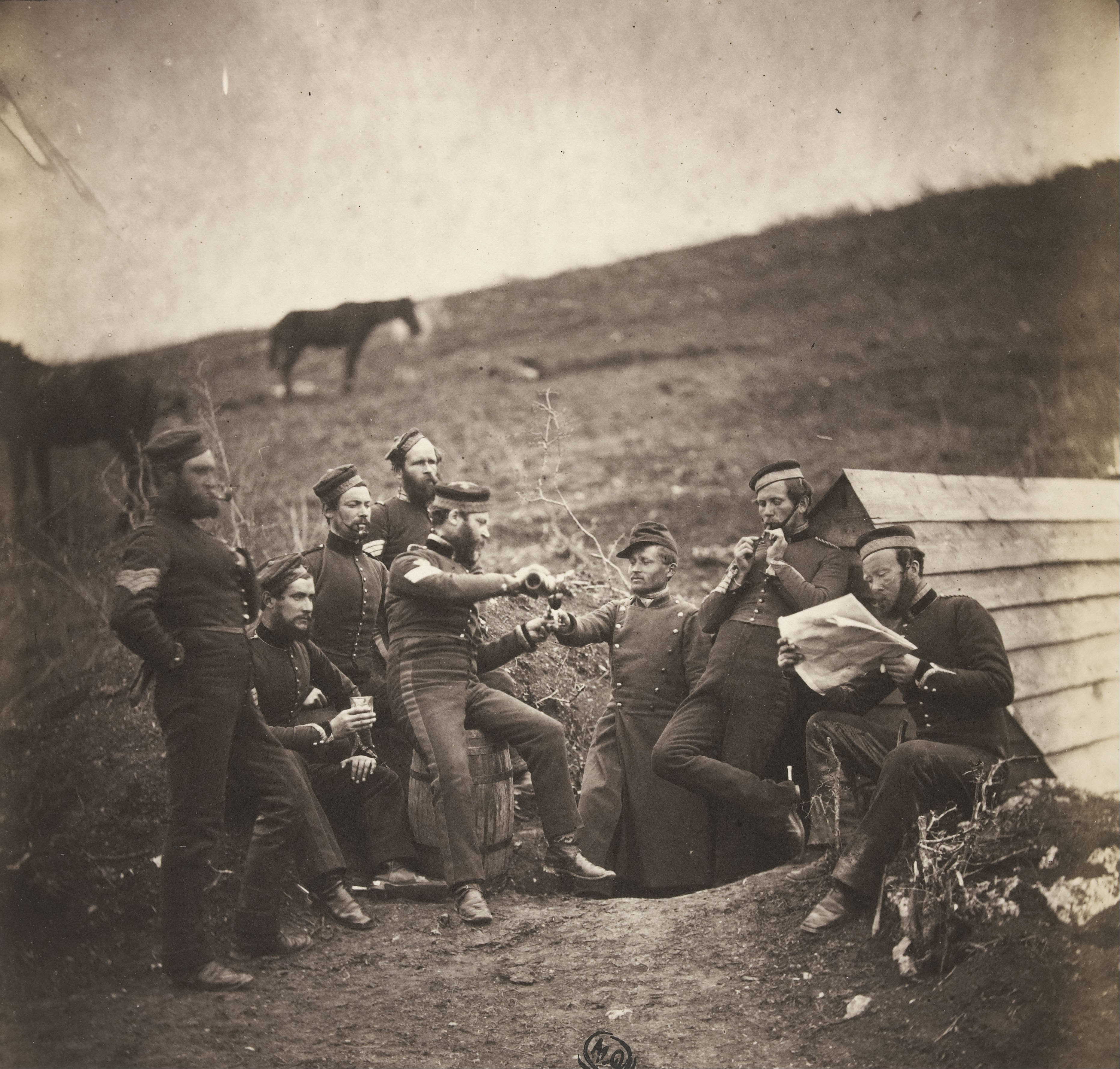
Fotografía de Roger Fenton titulada Entente cordiale.

La caída de Sebastopol causó alborozo en Londres y París, pues muchos esperaban que este acontecimiento pusiese fin a la guerra. Pero el zar no estaba dispuesto a solicitar la paz y recordó lo ocurrido en las guerras napoleónicas: «dos años después del incendio de Moscú, nuestras tropas victoriosas entraban en  París». Planeó una nueva campaña en los Balcanes para 1856, aunque el anuncio de que la contienda proseguiría se hizo principalmente con el objetivo de socavar la cohesión de la liga enemiga, de separar a los franceses, deseosos de poner fin a las hostilidades tras la victoria en Sebastopol, de los británicos, que anhelaban debilitar el poderío ruso en otras regiones, como el Báltico.
Para los soldados, la continuación de la guerra conllevaba pasar otro invierno en los campamentos; esto resultó especialmente duro para los franceses, que se hallaban en muy malas condiciones sanitarias. Comparada con la situación del invierno anterior, en este los papeles de los dos aliados se habían invertido: los británicos habían aprendido de sus errores y mejoraron el servicio médico y la logística, copiando en algunos aspectos a los franceses; estos, por el contrario, habían desatendido los dos aspectos. Los informes del inspector general Michel Lévy eran tan alarmantes que el ministro de la Guerra Jean-Baptiste Philibert Vaillant le ordenó que dejase de redactarlos. Durante los tres primeros meses de 1856, entre veinticuatro y cuarenta mil soldados franceses perecieron por enfermedad, principalmente por el tifus y el cólera. La victoria de Sebastopol y la censura de la prensa ocultaron las penalidades de la tropa, pero estas hacían cada vez más difícil el continuar con el conflicto.

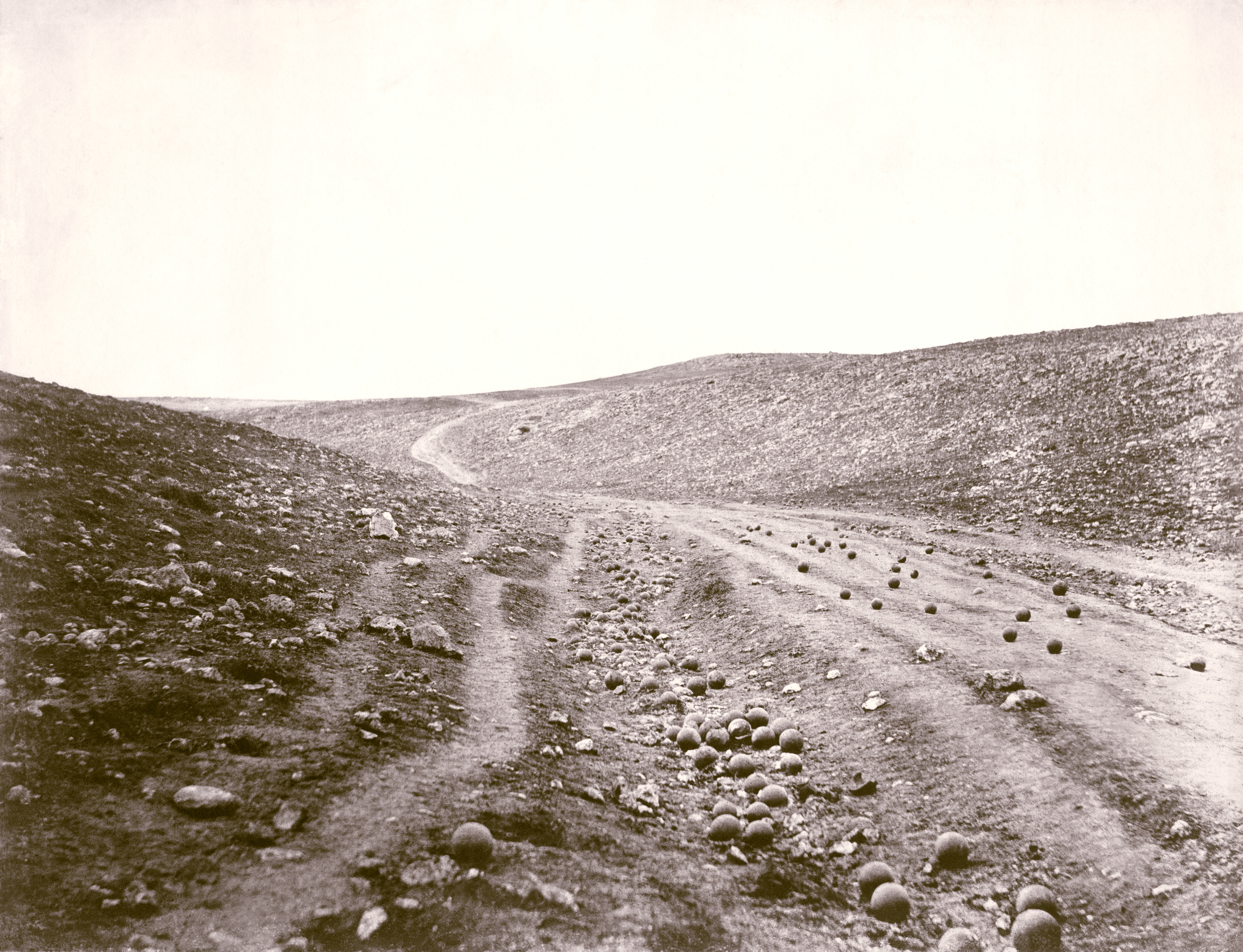
El valle de la sombra de la muerte de Roger Fenton es una de las fotografías más famosas de la guerra de Crimea.

Por su parte, Alejandro II trataba de obtener alguna victoria que le permitiese entablar negociaciones de paz con una posición más sólida y para ello se concentró en el frente caucásico. Desde el mes de junio, el general Nikolái Muraviov asediaba la plaza fuerte otomana de Kars, cuya conquista le permitiría avanzar hacia Erzurum y penetrar en Anatolia. Los asaltos rusos se estrellaron una y otra vez con la denodada defensa dirigida por el general británico William Fenwick Williams. El fin del asedio de Sebastopol le permitió a Omar Pashá trasladar tropas a Georgia en octubre, pero su avance hacia Kars fue arduo y lento y la guarnición de esta acabó por rendirse a los rusos el 22 de octubre, agotada por el largo cerco.
Para el zar, la conquista de Kars compensaba la pérdida de Sebastopol, por lo que entabló negociaciones para poner fin al conflicto con Francia y Austria. Lord Palmerston, por el contrario, no deseaba firmar aún la paz, sino continuarla hasta debilitar más a Rusia. Una expedición anglo-francesa arrebató a los rusos las defensas de la península de Kinburn en el estuario del Dniéper el 17 de octubre. No obstante, los franceses, que habían aportado el grueso de las tropas, estaban hartos de la guerra y Napoleón III temía un estallido popular si no se le ponía fin. Apoyado por Austria, el emperador presentó en octubre la propuesta de paz francesa, basada en los cuatro puntos de 1854, pero el zar la rechazó, convencido de que la agitación social francesa, suscitada por la prolongación del conflicto, obligaría a los enemigos a aceptar condiciones más favorables a los rusos. Ni la entrada en guerra de Suecia contra Rusia el 21 de noviembre ni las advertencias de su tío el rey Federico Guillermo IV de Prusia hicieron cambiar de parecer al zar. Cedió por fin el 16 de enero de 1856, después de que Austria amenazase con romper las relaciones diplomáticas con Rusia si seguía negándose a negociar.

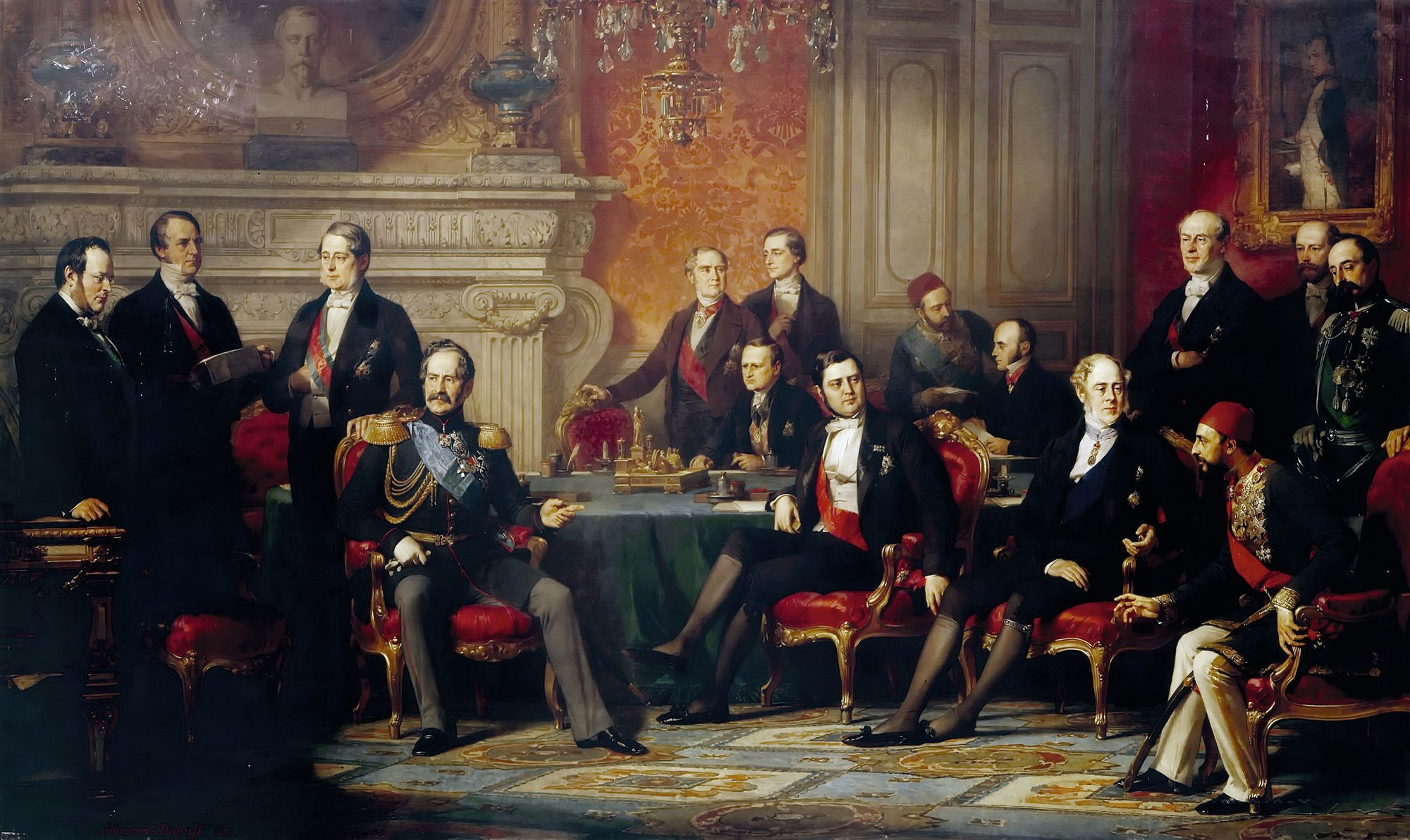
Pintura de Édouard Louis Dubufe que representa el congreso de París de febrero y marzo de 1856 que puso fin a la guerra de Crimea.

La conferencia de paz se reunió en el Ministerio de Asuntos Exteriores de Francia en París y tuvo la primera sesión el 25 de febrero de 1856. La elección del lugar era una señal de la recuperación de influencia de Francia en el continente; tres meses antes se había celebrado también en París, en la avenida de los Campos Elíseos, una exposición universal. Tras todo un invierno de negociaciones, los asuntos más espinosos se habían pactado ya, pero lord Palmerston seguía abogando por firmar un tratado punitivo con Rusia; esta tendría que abandonar sus territorios del Cáucaso y de Asia Central. Napoleón III, que deseaba ardientemente firmar por fin la paz, disentía del parecer del primer ministro británico; por entonces deseaba además recabar la ayuda de Rusia para sus planes en Italia o al menos lograr que esta no se opusiese a ellos.
En consecuencia, estaba dispuesto a que, a cambio de la devolución de Kars a los otomanos, Rusia conservase Besarabia, territorio que le daba acceso al Danubio. Austria, con el concurso del Reino Unido, se opuso a tal concesión y logró que los otomanos recuperasen el Budzhak, que habían perdido en la guerra de 1812; para los rusos, la pérdida del sur de Besarabia y del delta del Danubio supuso una humillación, pues era la primera vez desde el siglo XVIII que tenían que ceder tierras a los otomanos. Rusia devolvió también Kars sin contrapartidas, y la conferencia aprobó la desmilitarización del mar Negro. En lo que respecta a los principados del Danubio, Austria se oponía a crear un Estado rumano que pudiese crear problemas nacionalistas en su propio territorio; como solución para salir del paso, se devolvieron a los otomanos.
En cuanto a la protección de los cristianos del Imperio otomano, las potencias instaron al sultán Abdülmecid I a promulgar el edicto de 1856 que garantizaba la igualdad de todos los súbditos del imperio con independencia de cuál fuese su religión. Para los rusos el texto supuso una victoria moral, subrayada por la vuelta a la situación anterior a la guerra en la gestión de los Santos Lugares palestinos, que había sido el desencadenante de la contienda.

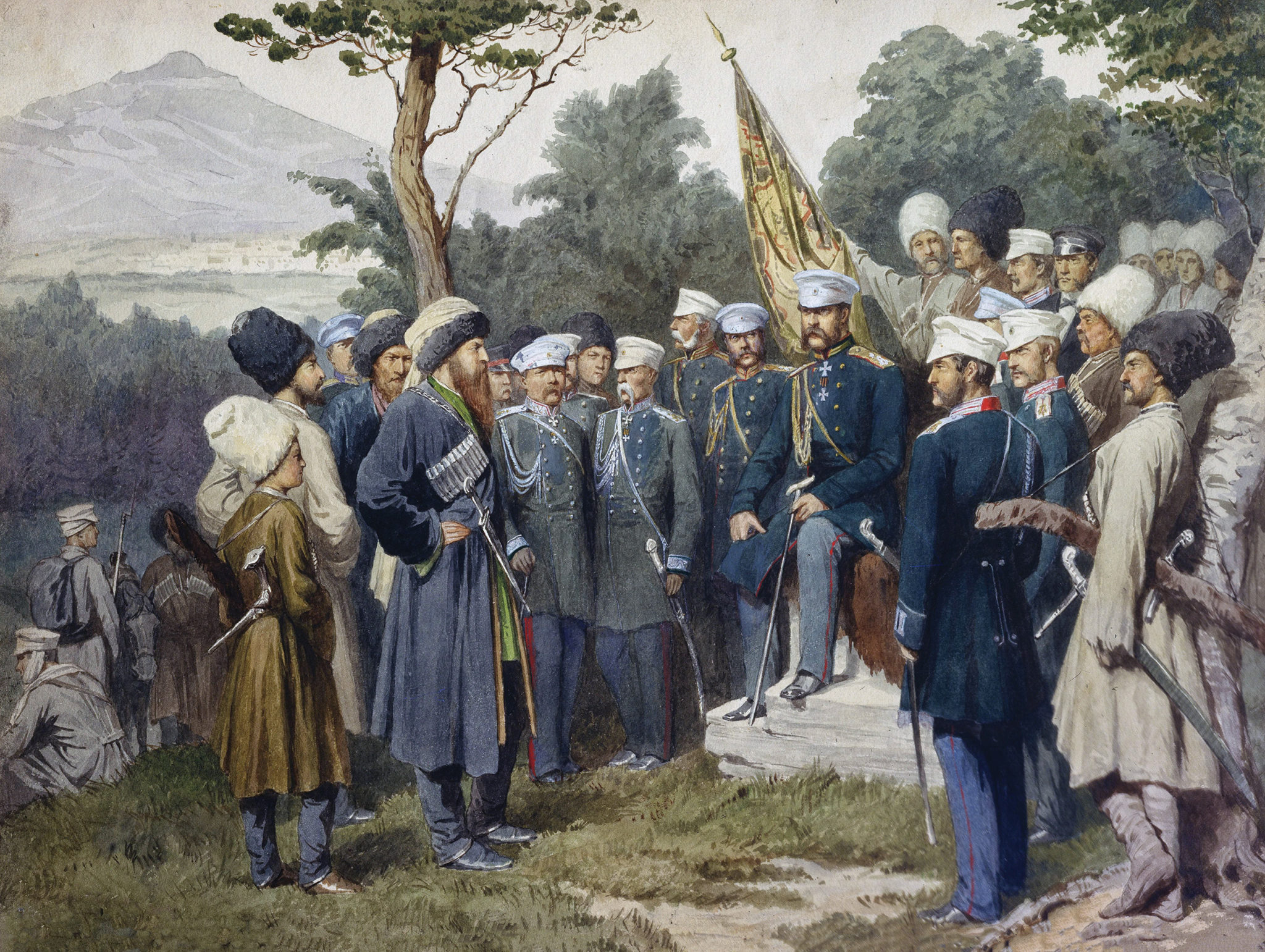
Rendición de Shamil al general Aleksandr Bariátinski el 25 de agosto de 1859, pintura de Alekséi Kivshenko (1880).

Como las principales diferencias se habían dirimido antes del comienzo del congreso, este fue corto y el tratado de paz se firmó el 30 de marzo. El anuncio de la rúbrica llenó de alborozo la ciudad; al día siguiente de la firma se llevó a cabo un desfile oficial en el Campo de Marte al que asistieron Napoleón III y los dignatarios extranjeros que se hallaban en París. Por el contrario, no hubo grandes festejos en el Reino Unido, donde se creía que la guerra había concluido antes de que el país pudiese alcanzar una victoria equivalente a la francesa de Sebastopol y muchos criticaban acerbamente la actuación del Estado Mayor en la campaña de Crimea.
Los Aliados tenían seis meses para abandonar Sebastopol; aunque la cantidad de material que había que retirar era considerable, Codrington devolvió la ciudad a los rusos el 12 de julio, no sin antes volar sus muelles y fortificaciones. Abandonó a su suerte a los tártaros que habían coadyuvado a la victoria aliada, y que quedaron a merced de las autoridades rusas. El acoso de estas determinó que unos doscientos mil de ellos emigrasen al Imperio otomano entre 1856 y 1863. Al mismo tiempo, cristianos ortodoxos del Buchac se instalaron en la península y algunos armenios de Anatolia se mudaron a Transcaucasia. En el Cáucaso, los rusos siguieron combatiendo a Shamil, al que tanto las potencias europeas occidentales como los otomanos habían abandonado; finalmente se rindió al general Aleksandr Bariátinski el 25 de agosto de 1859. A continuación, los rusos acometieron la expulsión de la región de los circasianos y otros pueblos musulmanes de la zona, que entrañó la marcha de más de un millón de personas al territorio otomano.

## Consecuencias

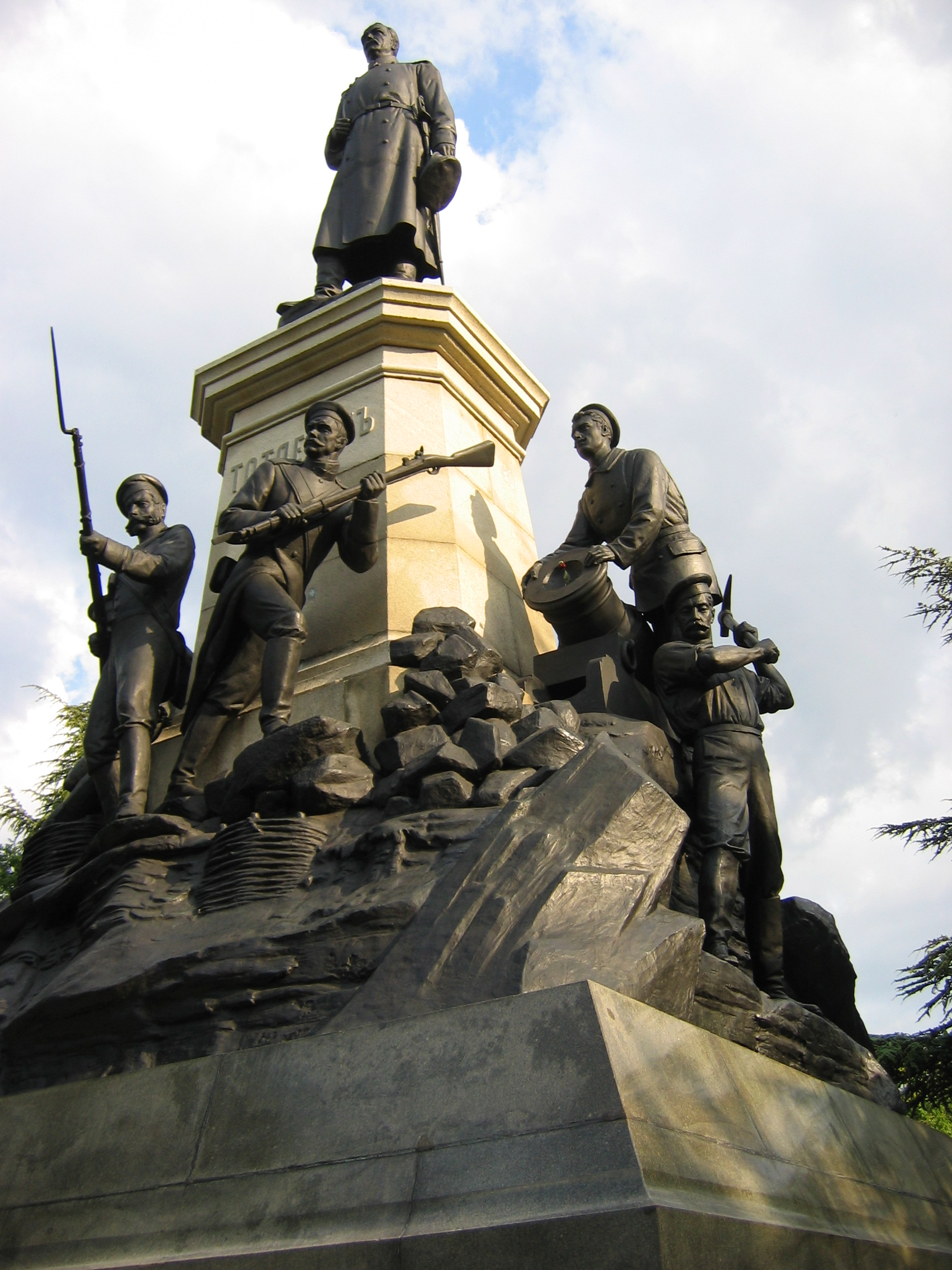
Monumento a Eduard Totleben en Sebastopol.

Aunque el Tratado de Paris conllevó escasos cambios territoriales, marcó el fin del concierto europeo originado en el Congreso de Viena de 1815. Francia resurgió como gran potencia y Napoleón III parecía el árbitro de las disputas europeas. El fin de la Santa Alianza comportó un cambio en las relaciones diplomáticas que permitieron las unificaciones italiana y alemana.
Pese a haber sido enemigas, Francia y Rusia  pronto encontraron intereses comunes a ambas: la primera prometió abogar por la revisión de la cláusula de desmilitarización del mar Negro y la segunda se abstuvo de oponerse a la actividad francesa en Italia. A los rusos, sin embargo, les alarmó el proceso de unión italiana de la década de 1860, que podría desencadenar otros similares en Austria y Rusia. El alzamiento polaco de 1861-1864 hizo que esta recuperase su antigua alianza con Prusia, a la que consideraba conservadora y opuesta a la expansión de la influencia francesa en el continente. El primer ministro prusiano Otto von Bismarck pudo gracias a ello acometer la guerra con Dinamarca de 1864, la austro-prusiana de 1866 y la franco-prusiana de 1870, sin miedo de sufrir ataques rusos. La derrota francesa en la guerra de 1870 comportó la abrogación de las cláusulas sobre la desmilitarización del mar Negro, lo que le permitió a Rusia reconstruir la flota meridional.
En cuanto al Reino Unido, la guerra había dejado patente la desorganización del Ejército y la confusión entre las competencias civiles y las militares. Para resolver el problema, se dividió la responsabilidad militar entre el secretario de Estado de Guerra, encargado de definir la política militar del país, y el jefe militar, responsable de llevarla a cabo. La inercia del Ejército impidió verificar mayores reformas, pese a que la rebelión india de 1857 volvió a evidenciar las deficiencias militares británicas. Aunque se aplicaron algunas medidas reformistas, los cambios de importancia se dieron únicamente tras la llegada al ministerio de Edward Cardwell en 1868; entre estos se contaron la abolición de los castigos corporales y de la compra de puestos.
|                                                     | 1852 | 1853 | 1854 | 1855 | 1856 |
| --------------------------------------------------- | ---- | ---- | ---- | ---- | ---- |
| Rusia                                               | 15,6 | 19,9 | 31,3 | 39,8 | 37,9 |
| Francia                                             | 17,2 | 17,5 | 30,3 | 43,8 | 36,3 |
| Reino Unido                                         | 10,1 | 9,1  | 76,3 | 36,5 | 32,3 |
| Imperio otomano                                     | 2,8  | ?    | ?    | 3,0  | ?    |
| Cerdeña                                             | 1,4  | 1,4  | 1,4  | 2,2  | 2,5  |
| Fuente: P. Kennedy, Naissance et déclin..., cap. 5. |      |      |      |      |      |

Aunque Rusia perdió escasos territorios como consecuencia de la guerra, sí menguó intensamente su influencia en Europa. La derrota desacreditó al ejército y evidenció las debilidades y atraso del país respecto a las potencias occidentales europeas. Entre los críticos se contó el escritor León Tolstói, que había combatido en Crimea y había observado la corrupción e incompetencia de los oficiales; condenó severamente el maltrato al que se sometía a los soldados, cuya valentía y resistencia admiraba. La abolición de la servidumbre le pareció «lo mínimo que podía hacer el Estado para premiar el sacrificio de los campesinos». Alejandro II estaba convencido de que esta medida era necesaria para alcanzar el nivel de desarrollo de las potencias de Europa occidental: la abolición de la servidumbre en 1861 liberó a millones de siervos.
Respecto a los asuntos militares, se presentaron varias propuestas de reforma, pero la mayoría se descartó para compensar a la aristocracia por la pérdida de sus siervos. Las reformas se retomaron tras la emancipación de estos, pero la modernización del Ejército resultó ardua y larga. En 1874 se instauró el servicio militar obligatorio, en la que los reclutas recibirían una instrucción básica. También se remozó la justicia militar para abolir los castigos corporales, aunque estos se siguieron aplicando habitualmente hasta 1917.

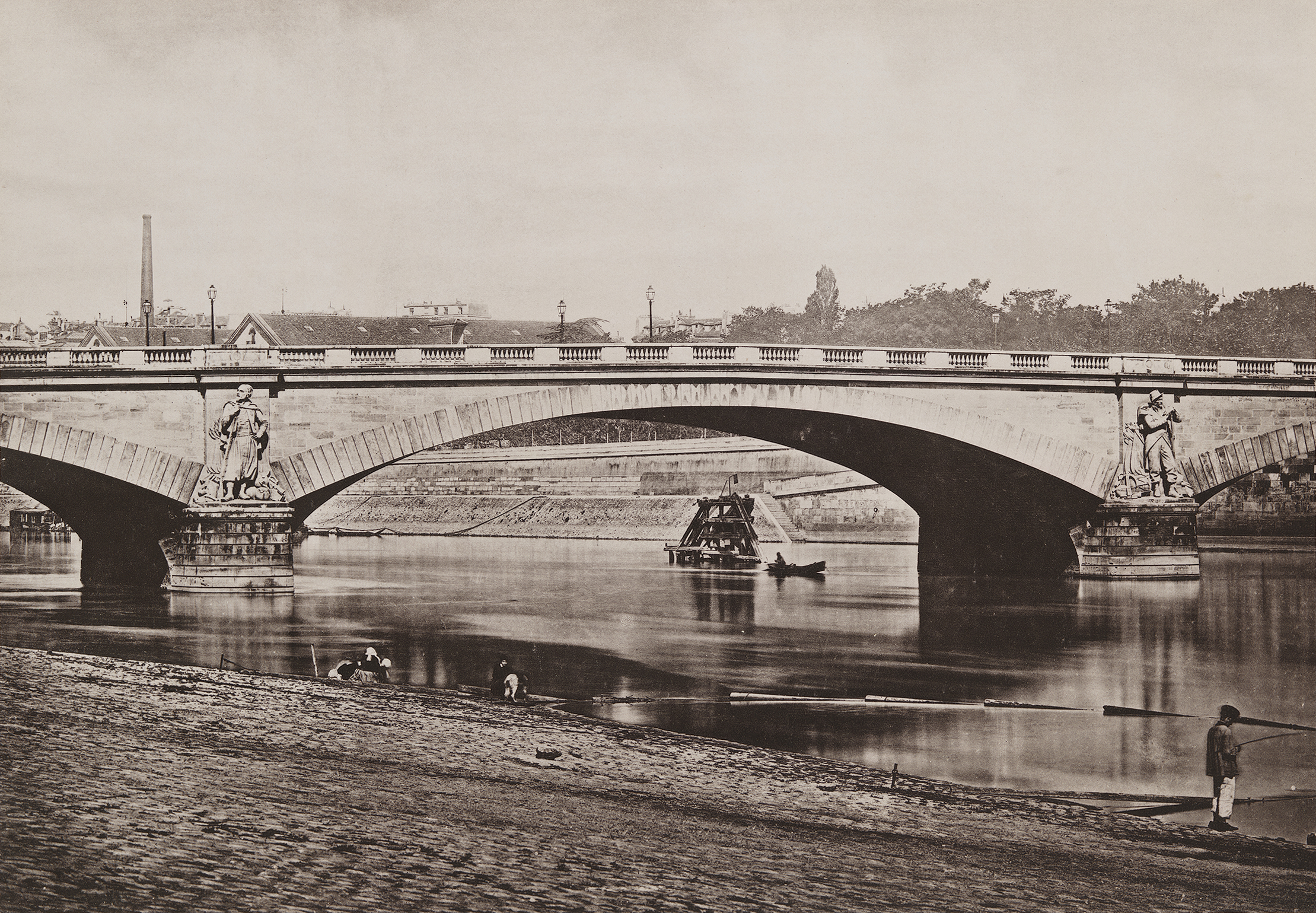
El puente del Almá parisino en 1883, con las estatuas esculpidas por Georges Diebolt: el zuavo a la izquierda y el granadero a la derecha

La guerra aceleró la modernización del Imperio otomano, que recibió nuevas ideas y tecnología de Europa. Aumentaron las inversiones extranjeras en el país, que comenzó a dotarse de ferrocarriles y telégrafo. El edicto de 1856, sin embargo, pareció una imposición extranjera, y disgustó a los conservadores y al clero. Muchos temían que los cristianos mejor educados acabarían dominando la política y la sociedad del imperio si se les concedía la igualdad de derechos con los musulmanes. Durante los años posteriores a la guerra de Crimea, estallaron disturbios anticristianos en muchas provincias; en los acaecidos en el Levante en 1860, hubo veinte mil muertos.
Temerosas de las revueltas, las autoridades otomanas eran reacias a aplicar la nueva legislación; por su parte, continuó la agitación de la población cristiana en las provincias europeas del imperio, a menudo atizada por Rusia. La insurrección de Bosnia-Herzegovina de 1875 facilitó la posterior búlgara de 1876; la feroz represión otomana desencadenó una nueva guerra con Rusia. El avance ruso hacia Constantinopla recordó los acontecimientos de 1854 y únicamente se detuvo por la amenaza de la flota británica. Por el Tratado de Berlín que puso fin a la guerra, Rusia recobró el Buchac, perdido en el Tratado de París. La Cuestión Oriental y el problema de los nacionalismos balcánicos perduraron y siguieron amenazando el equilibrio político europeo hasta la Primera Guerra Mundial.
Paradójicamente, la principal perjudicada por la guerra fue Austria, que no había participado activamente en ella: los dos bandos, disgustados con su actuación, la aislaron. Rusia, que creía haber salvado a la monarquía austriaca en 1849 y era una de sus más antiguas aliadas, consideró la actitud austriaca una traición; Alejandro II se vengó empleando la misma estrategia de neutralidad armada para estorbar el envío de fuerzas austriacas a Italia y escatimando el auxilio a los austriacos en la guerra que disputaron con Prusia.

## Legado

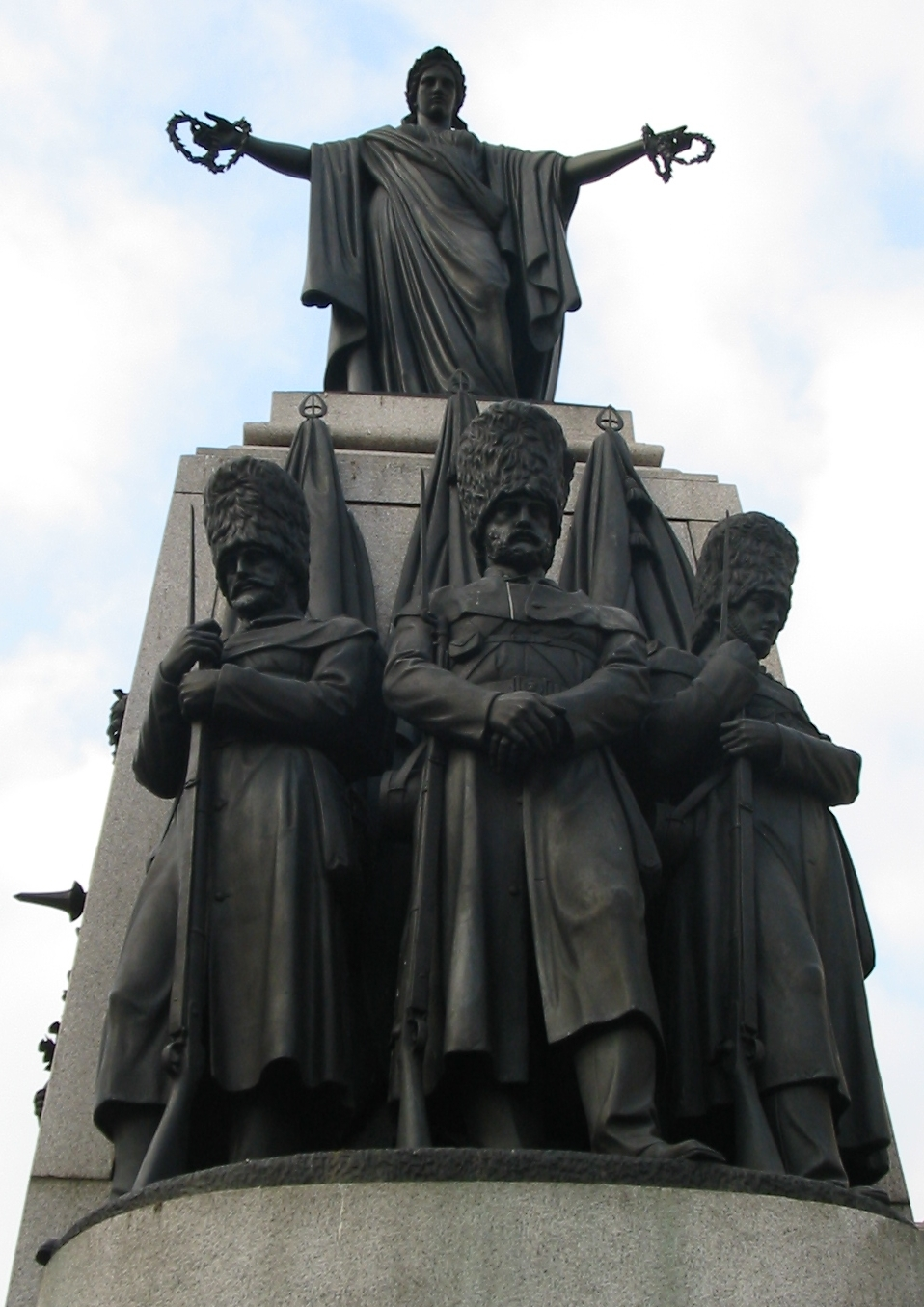
Monumento a la guerra de Crimea en Londres.

En el Reino Unido, se erigieron numerosos monumentos para recordar a los soldados caídos en la guerra. El principal es el Crimean War Memorial de Londres, que cuenta con estatuas de la Victoria y de tres soldados, realizadas en metal fundido de cañones rusos cogidos en Sebastopol. Aunque el estilo del monumento fue criticado, era la primera vez que se representaban en uno soldados rasos. Los héroes no eran ya únicamente los oficiales superiores provenientes de la nobleza, sino los Tommies que combatían con valor pese a la incompetencia del mando.
Como agradecimiento a sus servicios, se creó la Cruz Victoria, para premiar los actos de valor de los militares, sin importar su graduación; la reina Victoria otorgó personalmente la condecoración a sesenta y dos de los ciento once militares que la recibieron por su actuación en la guerra en una ceremonia celebrada en Hyde Park el 26 de junio de 1857. Eso y las penurias sufridas por los soldados en Crimea hicieron cambiar la percepción pública del Ejército, considerado hasta entonces como refugio de borrachos y brutos provenientes de las capas más miserables de la sociedad. Tras la guerra, varias poblaciones recibieron nombres de  batallas de la contienda (Alma en Quebec, Balaklava en Australia o Malakoff en Francia). Muchas ciudades francesas cuentan con calles dedicadas al Malájov Kurgán (Malakoff).
En Francia, el legado de la guerra de Crimea fue mucho menor que en el Reino Unido. La campaña de Italia contra los austriacos en 1859, la expedición a México de 1862-1866 y, sobre todo, la guerra franco-prusiana de 1870-1871, hicieron olvidar la guerra contra Rusia. Tras el descalabro de Sedán, la Tercera República se esforzó en desacreditar el Segundo Imperio. La guerra de Crimea, considerada un triunfo de Napoleón III, fue arrumbada por la historiografía republicana y se la presentó como una mera «aventura». Además, tras la firma de la alianza franco-rusa en 1892, el recordar el asedio de Sebastopol era inoportuno. En Italia, la falta de grandes victorias en la campaña de Crimea y la falta de entusiasmo popular por la guerra imposibilitaron toda celebración; la guerra quedó eclipsada en todo caso por los acontecimientos de la unificación que sucedieron apenas unos años después de la campaña rusa.
Pese a suponer una victoria para el país, tanto los historiadores otomanos como los posteriores turcos han sido críticos con la guerra de Crimea. Al disputarse tras el fin de la época de apogeo del Imperio otomano y antes del surgimiento de la Turquía moderna de Atatürk, el conflicto se consideró un hecho vergonzoso que aceleró la decadencia del Imperio otomano. Este se volvió cada vez más dependiente del sostén de las potencias extranjeras, cuyas intromisiones en los asuntos internos del país socavaron las tradiciones islámicas. Este sentimiento contrario a Occidente pervive y así la historia oficial de las Fuerzas Armadas turcas, escrita por encargo del Estado Mayor en 1981 afirmaba sobre la guerra de Crimea: «nuestros soldados vertieron su sangre en todos los frentes […] pero fueron nuestros aliados occidentales los que acapararon la gloria».
Para Rusia el resultado del conflicto causó una honda humillación que generó un intenso rencor hacia las potencias occidentales, que habían optado por respaldar al Imperio otomano. El asedio de Sebastopol quedó en el recuerdo como las batallas de Poltava y Borodinó. Los defensores de la ciudad encarnaron el espíritu ruso de resistencia que surgía cuando la «madre Rusia» se hallaba en peligro, imagen que debía mucho a los Relatos de Sebastopol de León Tolstói. La propaganda soviética empleó el recuerdo de la batalla durante la Segunda Guerra Mundial y la posterior Guerra Fría.

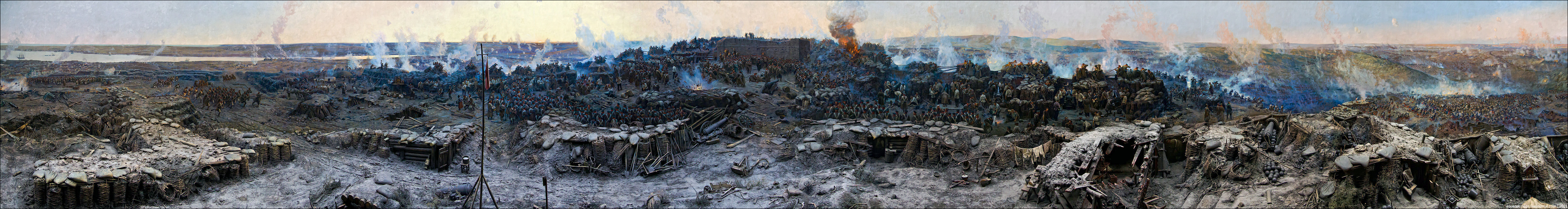
El Panorama la Defensa de Sebastopol, obra de Franz Roubaud (1904). El cuadro mide ciento catorce metros de largo y catorce de alto y se expone en un pabellón de Sebastopol.